# Straßenbahn Brüssel
Die Straßenbahn Brüssel ist ein Straßenbahnnetz, das die belgische Hauptstadt Brüssel und ihr Umland erschließt und von der STIB/MIVB betrieben wird. Obwohl das einst sehr ausgedehnte Netz in den letzten Jahrzehnten des 20. Jahrhunderts durch die Umstellung auf Omnibusbetrieb und den Bau der U-Bahn deutlich geschrumpft ist, besitzt Brüssel mit einer Streckenlänge von mehr als 150 Kilometern und 19 Linien auch heute noch das größte Straßenbahnnetz Belgiens. Es verläuft als sogenannte „Premetro“ teils in Tunneln.

## Geschichte bis zum Zweiten Weltkrieg
Die erste Pferdestraßenbahn Belgiens verkehrte im Jahr 1869 in Brüssel auf der kurzen Strecke von der Porte de Namur zum Bois de la Cambre. Im Jahr 1877 fuhr die erste Dampfstraßenbahn in Brüssel, aber die Dampfmaschine war nicht stark genug für die Brüsseler Hügel und konnte kaum einen Wagen ziehen, sodass die Versuche eingestellt wurden. Die Gesellschaft Tramways Bruxellois experimentierte gleichzeitig mit einer in Tubize gebauten Lokomotive, aber auch diese war zu schwach für das Brüsseler Gelände. Im Jahr 1887 wurden Triebwagen mit Akkumulatoren getestet. Diese Wagen verkehrten mit einer bestimmten Menge gespeicherter elektrischer Energie. Ihr Einsatz war jedoch nicht zufriedenstellend, da es häufige Ausfälle gab und ihre Reichweite sehr begrenzt war. Der Oberleitungsbetrieb mit Stangenstromabnehmern wie in Lüttich wurde auch in Brüssel eingeführt, und so wurde 1894 die erste elektrische Straßenbahnlinie vom Stefanieplatz nach Uccle/Ukkel in Betrieb genommen. Bis zur Jahrhundertwende bauten mehrere Unternehmen ihre Straßenbahnlinien aus. Die wichtigsten Gesellschaften waren:

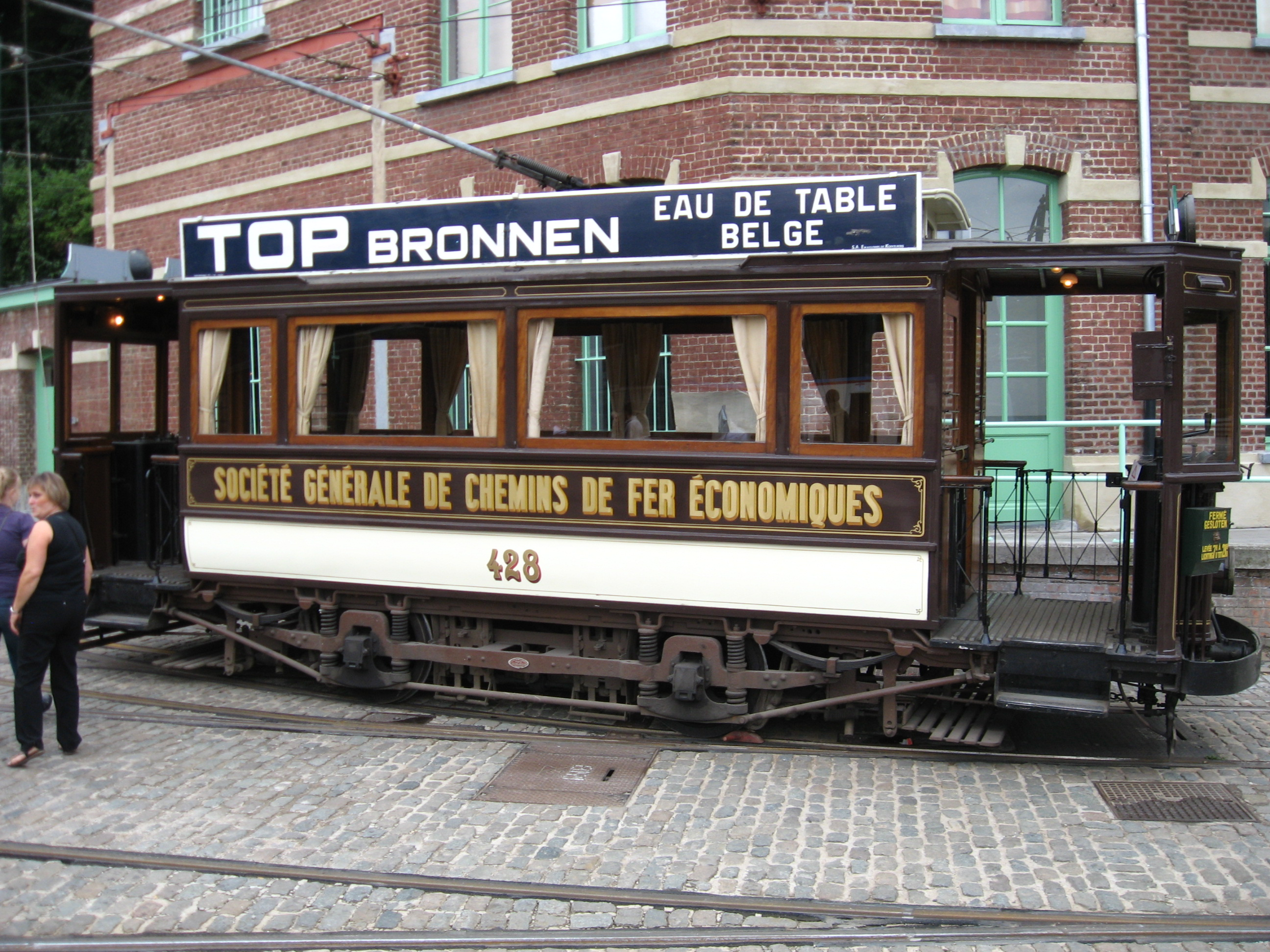
Zweiachsiger Wagen der CFE im Straßenbahnmuseum

- TB: Les Tramways Bruxellois, gegründet im Jahr 1875
- CFE: Les Chemins de Fer Economiques, gegründet im Jahr 1889

Daneben gab es auch kleinere Unternehmen:
- Tramways de Bruxelles à Evere et Extensions, gegründet im Jahr 1883
- Chemin de Fer à Voie Etroite de Bruxelles à Ixelles-Boondael, gegründet im Jahr 1884

Die beiden letztgenannten Gesellschaften betrieben Meterspurnetze und begannen mit Dampfbetrieb statt mit Pferdebahnen. Die Kleinbahnen richteten in Brüssel auf ihrem regionalen Eisenbahnnetz städtische Linien ein. Später, nach der Fusion von CFE und TB, gab es in Brüssel nur noch Linien der TB und der Société nationale des chemins de fer vicinaux (SNCV). Im Jahr 1899 erhielt TB eine Konzession für 45 Jahre unter der Bedingung, dass das gesamte Liniennetz elektrifiziert würde. TB erfüllte diese Forderung in den folgenden Jahren. Bis zum Ersten Weltkrieg gab es große Investitionen in schwerere Schienen und in stärkere Motoren in den Triebwagen. Am 1. Januar 1928 wurden die Netze von TB und CFE fusioniert. CFE wurde im Volksmund oft als „Schokolade-Straßenbahn“ bezeichnet, da ihre Wagen dunkelbraun lackiert waren; zudem trug das CFE-Personal braune Uniformen. 1928 bekamen die Linien der CFE Liniennummern nach dem System der TB. Im Jahr 1935 betrug die Streckenlänge des Brüsseler Straßenbahnnetzes 240 Kilometer, damit war es eines der größten Europas. Es wurden fast 70 Linien betrieben, wobei viele Direktverbindungen zwischen den verschiedenen Stadtbezirken bestanden. Für die Weltausstellung 1935 wurden die berühmten Triebwagen der Serie 5000 in Betrieb genommen. Diese waren die ersten Wagen mit zwei Drehgestellen in Brüssel.

### Liniennetz im Jahre 1935

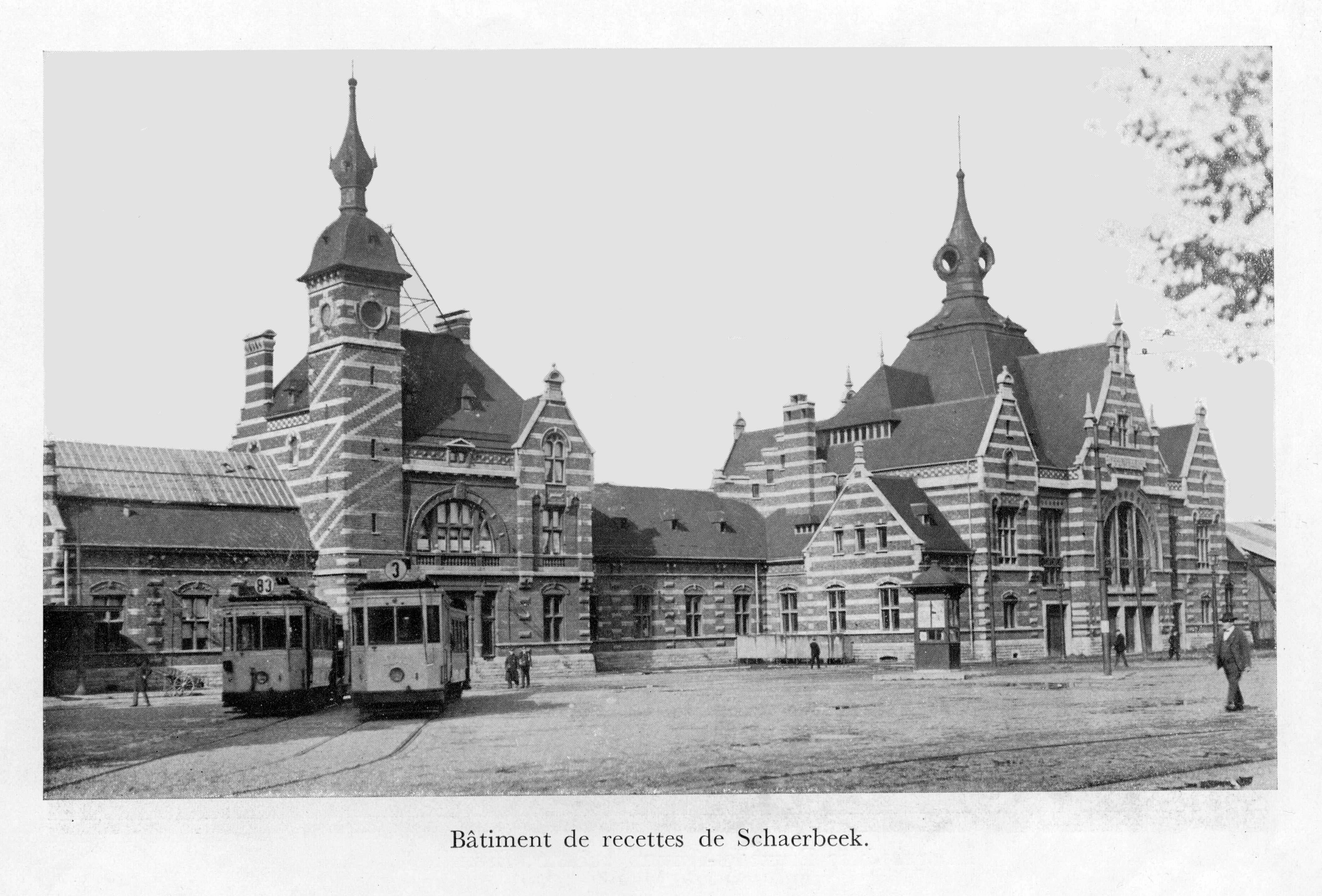
Wagen der Linien 3 und 83 warten am Bahnhof Schaerbeek/Schaarbeek

Zur Zeit der Weltausstellung von 1935 verkehrten die unten genannten Straßenbahnlinien, die von der Gesellschaft Les Tramways Bruxellois S.A. betrieben wurden. Die Börse war der zentrale Knotenpunkt des Netzes. Das Netz war sehr dicht, da in der Innenstadt auf jeder Strecke mindestens zwei Linien verkehrten, auf der Maurice-Lemonnier-Allee sogar elf. Die (alten) Ortsnamen folgen der damaligen Schreibung, hier in der flämischen Bezeichnung:
20 Verboeckhoven Plaats – Schaerbeekse P. – Park – 4 Armen – Louisa Pl – Louise Laan – Bosch
30 Schaerbeek stat. – Verboeckhv Pl – Schaerbeekse P. – Park – Naamse Poort – Louisa Pl – Louise Laan – Bosch

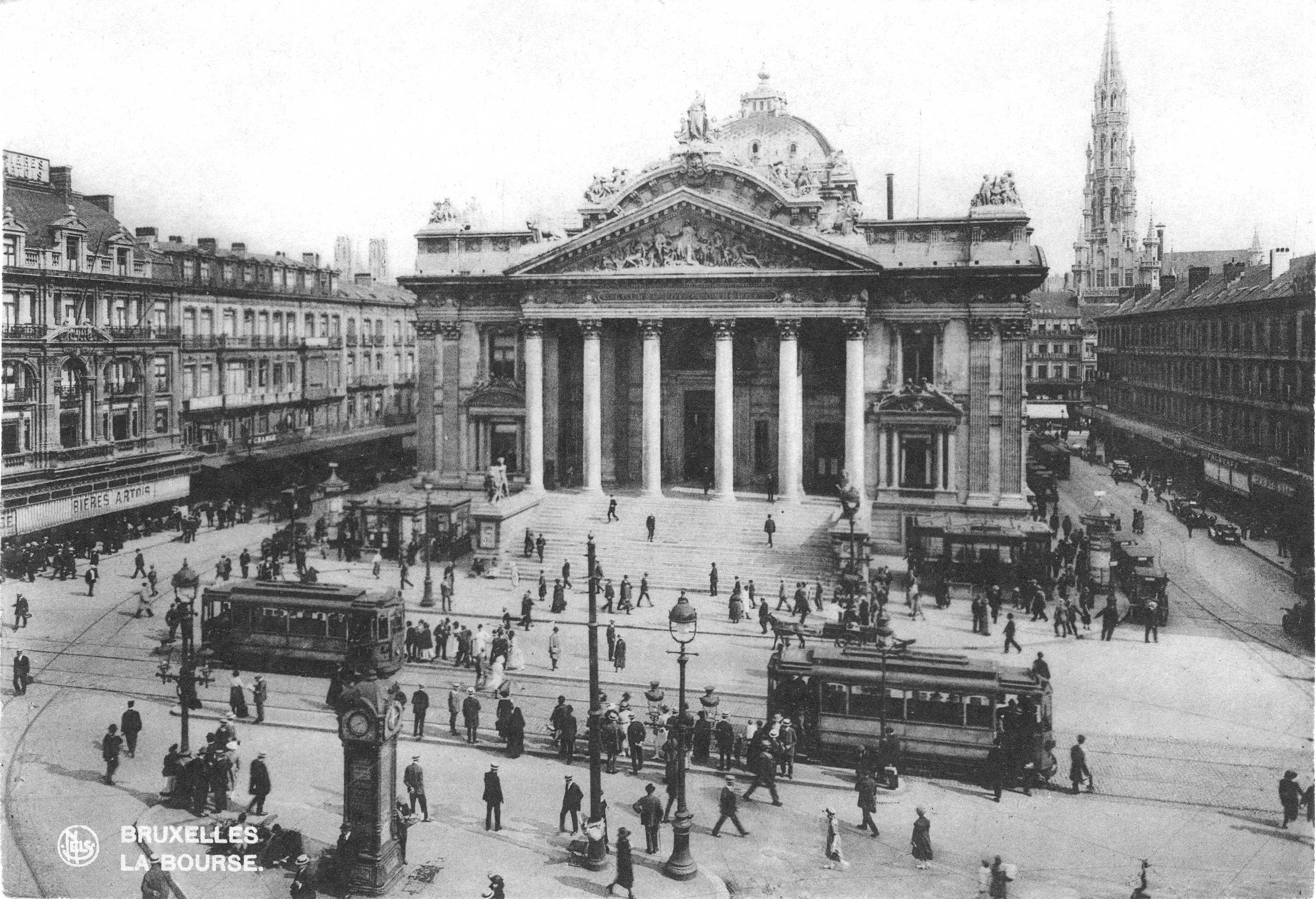
Der Börsenvorplatz als Knotenpunkt, an dem viele Linien zusammenkamen

40 Beurs – 4 Armen – Louisa Pl – Louise Laan – Bosch
50 Beurs – Kapel – Halle Poort – Barreel – Plaats van Meenen
60 Beurs – 4 Armen – Louisa Pl – Vanderkindere – Wolvend. – Carsoel – Ukkel (Fort Jaco)
70 Berchem – Basiliek – Simonis – Schaerbeekse P. – Kunst-Wet – Naamse Poort – Louisa Pl – Barreel – Hoogte punt 100
80 Plaats E. Bockstael – Liedts – Schaerbeekse P. – Park – 4 Armen – Louisa Pl – Vanderkindere – Av. Longchamp L.
90 Gasthuis Brugmann – Jette – Simonis – IJzerplein – Begijnhof plaats – Van Artevelde straat – Anderlecht Poort – Halle Poort – Barreel – Ukkel Calevoet
100 Berchem – Basiliek – Simonis – Schaerbeekse P. – Kunst-Wet – Naamse Poort – Louisa Pl – Janson Pl – Vanderkindere – Wolvend. – Carsoel – Ukkel (Fort Jaco)
110 Jette – Plaats E. Bockstael – Liedts – Schaerbeekse P. – Park – Naamse Poort – Louisa Pl – Janson Pl – Vanderkindere – E. Danco – Ukkel (centrum)
120 Plaats E. Bockstael – Liedts – Schaerbeekse P. – Park – Naamse Poort – Louisa Pl – Janson Pl – Vanderkindere – Av. Longchamp L.
140 Jette – Simonis – IJzerplein – Schaerbeekse P. – Kunst-Wet – Naamse Poort – Louisa Pl – Barreel – Wielemans Plaats
150 Zuid – Anderlecht Poort – Ninoofse Poort – Vlaamse Poort – Antwerpse Poort – Schaerbeekse P. – Kunst-Wet – Naamse Poort – Louisa Pl – Halle Poort – Zuid (Ringlinie kleiner Ring)
160 Heysel – Leopold Square – Av Charles Woeste – IJzerplein – Schaerbeekse P. – Kunst-Wet – Naamse Poort – Heilige Kruis plaats (jetzt Eug. Flagey plaats) – Boschvoorde
180 Heysel – Leopold Square – De Trooz Sq. – IJzerplein – Antwerpse Poort – Beurs – Zuid – Klein eiland
200 Schaerbeek stat – Lambertmont – laan Meiser – St Michiel L. (jetzt Montgomery) – Tervuurse Poort – Belliard straat – Leopoldswijk station – Luxemburg – Zavel – Kapel – Halle Poort – Bara Plaats – Clemenceau – West Station – V.D. Pereboomlaan – St. Annekerk – Simonis – Basiliek

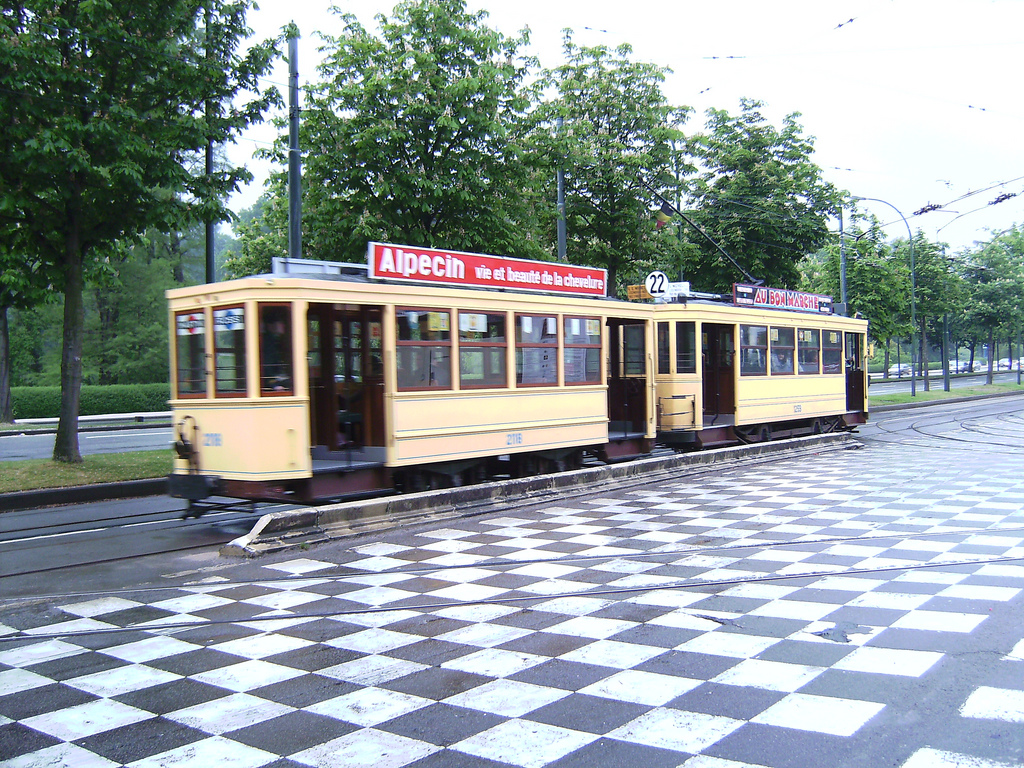
Vorkriegs-Wagen (Zug aus Trieb- und Beiwagen) während einer Museumsfahrt

220 S.Michiels L. (jetzt Montgomery) – Tervuurse Poort – Belliard straat – Leopoldswijk station – Luxemburg – Zavel – Kapel – Halle Poort – Bara Plaats – Bergsche Steenweg – Rondpunt Meir – Anderlecht park
230 Beurs – Park – Wet straat – Nervier laan – Tervuurse Poort – S. Michiels L.
240 Beurs – Park – Wet straat – Auderghem laan – Waversche steenweg – Artillerie Kazerne – Ruiterij Kazerne – Bosch
250 Beurs – Park – Wet straat – Auderghem laan – Waversche steenweg – Artillerie Kazerne – Auderghem
260 Beurs – Park – Wet straat – Auderghem laan – Waversche steenweg – Artillerie Kazerne – S. Michiels L.
270 Beurs – Park – Wet straat – Cortenberg laan – Roodebeek laan – Br. Whitlock laan – Georges Henri Laan – Kerkh. Etterbeek
280 Beurs – Park – Wet straat – Cortenberg laan – Roodebeek laan – Br. Whitlock laan – Georges Henri Laan – Kerkh. Etterbeek – Woluwe S. Lamb.
290 Beurs – Park – Wet straat – Cortenberg laan – Tervuurse Poort – S.Michiels L. – Leopold II plaats – Woluwe brug – St. Pieters Woluwe
300 Treurenberg – Kunst-Wet – Naamse Poort – Heilige Kruis plaats (jetzt Eug. Flagey Platz) – Boschvoorde
310 Beurs – Park – Wet straat – Cortenberg laan – Tervuurse Poort – S. Michiels L. – Leopold II plaats – Woluwe brug – Boschvoorde
330 Zuid – Halle Poort – Kapel – Zavel – Luxemburg – Leopoldswijk station – Troonstraat – Ruiterij Kazerne – Boschvoorde
340 Naamse Poort – Troonstraat – Ruiterij Kazerne – Bosch
350 Naamse Poort – Troonstraat – Waversche steenweg – Artillerie Kazerne – Auderghem
390 Treurenberg – Leuvense poort (Madou) – Ambiorix plein – Tervuurse Poort – S. Michiels L. – Leopold II plaats – Woluwe brug – Stockel
400 Treurenberg – Leuvense poort (Madou) – Ambiorix plein – Tervuurse Poort – S. Michiels L. – Leopold II plaats – Woluwe brug – 4 Armen – Tervueren
410 Naamse Poort – Troonstraat – Waversche steenweg – Auderghem laan – Tervuurse Poort – S. Michiels L. – Leopold II plaats – Woluwe brug – Stockel
450 Naamse Poort – Troonstraat – Waversche steenweg – Auderghem laan – Tervuurse Poort – S. Michiels L. – Leopold II plaats – Woluwe brug – 4 Armen – Tervueren
460 Plaats E. Bockstael – De Trooz Sq. – Antwerpse Straat – Antwerpse Poort – Anderlecht Poort – Bergsche Steenweg – Anderlecht Veeweyde
470 N.O. Heembeek – Van Praet brug – Vilvoorde Steenweg – De Trooz Sq. – Antwerpse Straat – Antwerpse Poort – Beurs
480 Beurs – Kapel – Halle Poort – Barreel – Hoogte punt 100
490 Plaats E. Bockstael – De Trooz Sq. – Vooruitgang Straat – Rogier Plaats – Beurs – Zuid – Th. Verhaegen – Barreel – Vanderkindere – A. Longchamp Laan – Bosch
520 A. Astrid L – Van Praet brug – Teichmanbrug – Liedts – Rogier Plaats – Beurs – Zuid – Wielemans Plaats – Van Volxem Laan – Vorst (St Denis)
530 Vilvoorde – Teichmanbrug – Liedts – Rogier Plaats – Beurs – Zuid – Wielemans Plaats – Van Volxem Laan – Vorst (St Denis)
560 Evere (Vredesplaats) – Verboeckh. – Plaats Liedts – Rogier Plaats – Beurs – Bara Plaats – Bergsche Steenweg – Rondpunt Meir – Anderlecht park
580 Vilvoorde – Teichmanbrug – Liedts – Rogier Plaats – Beurs – Zuid – Wielemans Plaats – Brug van Luttre Laan – Vorst (St Denis) – Ukkel centrum
590 Zuid – Beurs – Rogier Plaats – Noord – Sint-Joost – Claeys – Dailey Plaats – Noyer Straat – Tervurens. Pt
600 Karreveld – West Station – Clemenceau – Zuid – Beurs – Rogier Plaats – Noord – Sint-Joost – Claeys – Dailey Plaats – Noyer Straat – Tervurens. Pt
610 Noord – Sint-Joost – Claeys – Dailey Plaats – Noyer Straat – Tervurens. Pt
630 Beurs – Madou – St. Joostplaats – Geuzen Pl. – Milcamps – Gen. Meiser Plaats
640 Evere – Terdelt Plaats – Louis Bertrand Laan – Rogier Laan – Haechtse Steenweg – Schaerbeekse P. – Rogier Plaats – IJzerplein – Ribaucourt straat – Schoolstraat – Olifantstraat – Hertogin van Brabant Plaats – Birmingham Straat – Aumale – Anderlecht Park
650 Plaats Gen. Meiser – Rogier Laan – Haechtse Steenweg – Schaerbeekse P. – Moeras straat – Wolven – De Brouckere – Begijnhof Pl.
660 Evere – Terdelt Plaats – Louis Bertrand Laan – Rogier Laan – Haechtse Steenweg – Schaerbeekse P. – Moeras straat – Wolven – De Brouckere – Begijnhof Pl.
670 Beurs – Madou – St. Joostplaats – Geuzen Pl.

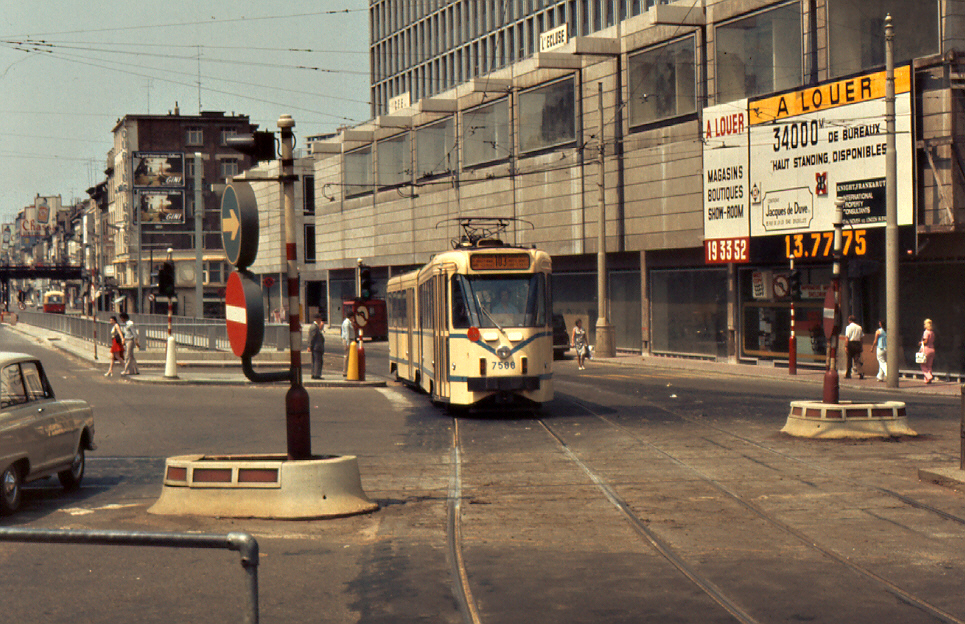
PCC-Gelenkwagen 7586 auf der Linie 103 am Rogierplatz in den 1970er Jahren

720 Noord – Liedts – Weldoeners Plaats – Milcamps – Tervurens. Pt
740 Zuid – Beurs – Rogier Plaats – Noord – Liedts – Weldoeners Plaats – Milcamps – Tervurens. Pt
760 Beurs – Ninoofse Poort – Hertogin van Brabant Plaats – Birmingham Straat – Aumale – Anderlecht Park
770 Beurs – Ninoofse Poort – Hertogin van Brabant Plaats – West Station – Scheut
800 Zuid – Th. Verhaegen – Barreel – P. Janson Pl – Heilige Kruis plaats (jetzt Eug. Flagey Platz) – Jacht – Tervurens. Pt – St Michiel L. (jetzt Montgomery) – Whitlock laan – Georges Henri Laan – Kerkh. Etterbeek
810 E. Bockstael Plaats – Liedts – Noord – Rogier Plaats – Beurs – Zuid – Th. Verhaegen – Barreel – P. Janson Pl – Heilige Kruis plaats – Jacht – Tervurens. Pt
830 Schaerbeek stat. – Verboeckhv Pl – Liedts – Noord – Rogier Plaats – Beurs – Zuid – Th. Verhaegen – Barreel – P. Janson Pl – Heilige Kruis plaats – Jacht – Tervurens. Pt
850 Berchem Stat. – Gentse Steenweg – Vlaamse Poort – Beurs
860 Basiliek – Pantheonlaan – Simonis – Gentse Steenweg – Vlaamse Poort – Beurs
870 Basiliek – Nationale glorielaan – Simonis – Gentse Steenweg – Vlaamse Poort – Beurs
880 Stw. Dieleghem – Gasthuis Brugmann – Av Charles Woeste – IJzerplein – Begijnhof Pl. – Beurs
890 Av. Houba de Strooper L. – Leopold Square – Scheldestraat – IJzerplein – Begijnhof Pl. – Beurs
900 Noord – Liedts – Weldoeners Plaats – Gen. Meiser Plaats Br. – Whitlock laan – S.Michiels L. – Artillerie Kazerne – Ruiterij Kazerne – Bosch
930 Evere – Haechtse Steenweg – Schaerbeekse P. – Park – Luxemburg – Leopoldswijk station – Troonstraat – H. Kruis Plaats – Plaats B. Brugmann
940 Evere – Haechtse Steenweg – Schaerbeekse P. – Park – Luxemburg – Leopoldswijk station – Troonstraat – H. Kruis Plaats – Boendael
960 Naamse Poort – Troonstraat – Watermael
980 Zuid – Halle Poort – Kapel – Zavel – Luxemburg – Leopoldswijk station – Troonstraat – Watermael
990 Schaerbeek stat. – Av. Mon Plaisir – Verboeckh. Plaats – Metsys Straat – Heuvelen Straat – St. Joostplaats – Ambiorix plein – Jordaan Plaats – Gray straat – H. Kruis Plaats (ursprünglich eine meterspurige Kleinbahn, die auf Normalspur umgebaut und dann von den Tramways Bruxellois betrieben wurde).

## Nach dem Zweiten Weltkrieg

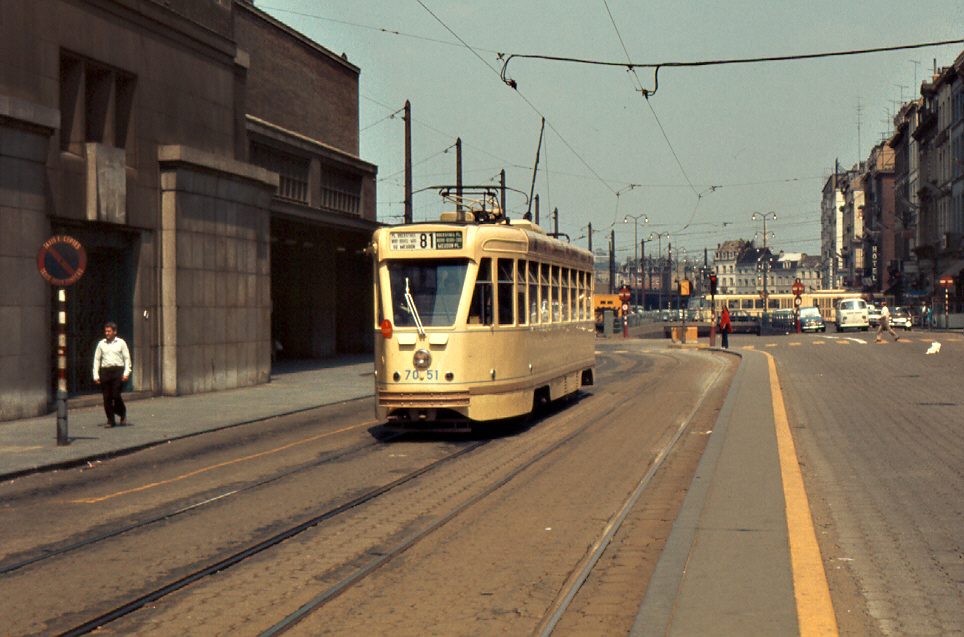
PCC-Wagen 7051 aus der ersten Serie – erkennbar an den eckigen Fenstern – am Südbahnhof

Da die Konzession der TB am 31. Dezember 1945 endete, wurde zwischen dem Staat und der Provinz Brüssel eine Vereinbarung über den Weiterbetrieb der Straßenbahn getroffen. Es wurde eine vorläufige Verwaltungskommission eingerichtet, die bis zur Gründung der Société des Transports Intercommunaux de Bruxelles/Maatschappij voor het Intercommunaal Vervoer te Brussel (STIB/MIVB) am 1. Januar 1954 den Betrieb sicherstellte. Nach dem Krieg waren große Aufgaben zu bewältigen: Viele Instandhaltungsarbeiten waren zurückgestellt worden und die Straßenbahnwagen sehr verschlissen. Große Investitionen in das Rollmaterial wurden getätigt: 787 Triebwagen des Brüsseler Standardtyps wurden modernisiert. In diesen Wagen wurden elektropneumatische Bremsen eingebaut, und der Schaffner und der Fahrer (in Belgien „wattman“ genannt) bekamen einen festen Sitzplatz.
Nach dem Zweiten Weltkrieg gab es Bestrebungen, die Strecken in Tunnel zu legen, um dem wachsenden Kfz-Verkehr Platz zu machen. Die Geschwindigkeit der Straßenbahn sank durch Staus immer weiter, sodass die Brüsseler Verkehrsbetriebe entschieden, möglichst eigene Gleiskörper zu bauen und die Strecken in der Innenstadt unterirdisch zu führen. 1957 wurde der erste Tunnel in der Nähe des überlasteten Platzes der Verfassung (Place de la Constitution) gebaut, nämlich zwischen dem Südbahnhof und der jetzigen Haltestelle Lemonnier (siehe Hauptartikel Premetro Brüssel).

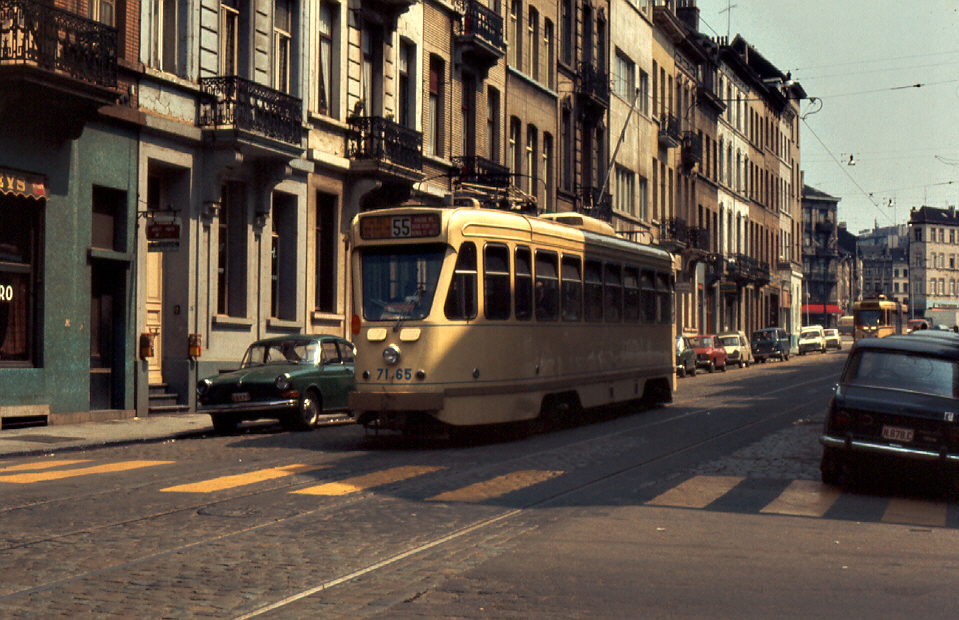
PCC-Wagen 7165 aus der zweiten Serie (erkennbar an den abgerundeten „Den Haager“ Fenstern) in der Nähe des Südbahnhofs. Außerhalb der Stadtbahntunnel wurden noch Rollenstromabnehmer verwendet.

Neben der umfangreichen Modernisierung der Standardwagen hatte die STIB/MIVB für die Weltausstellung 1958 einen großen Bedarf an moderneren Fahrzeugen, da beabsichtigt war, die Besucher aus allen Richtungen mit öffentlichen Verkehrsmitteln mit Direktverbindungen zum Ausstellungsgelände zu befördern. Dazu wurden auf dem Ausstellungsgelände große Wendeschleifen für hunderte Wagen angelegt. Zwischen 1951 und 1953 erschien mit dem Triebwagen 7001 der erste PCC-Wagen in Brüssel, damit begann eine Serie von 172 Wagen (siehe Hauptartikel PCC-Wagen). Im Lauf der Jahre folgten mehrere Serien von Gelenktriebwagen (Serien 7500 und 7700, 128 Stück) und Doppelgelenktriebwagen (Serie 7900, 61 Stück). Schließlich verdrängten die PCC-Triebwagen die mit Beiwagen kombinierten Triebwagen aus dem Stadtbild.
Die Entwicklungen rund um die Stadtbahn (Premetro), eine straßenbahnfeindliche Politik und der anhaltende Mangel an finanziellen Mitteln bestimmten die Entwicklung der Brüsseler Straßenbahn bis in die 1990er Jahre. Erst mit den Investitionen in neue Fahrzeuge (Straßenbahnserie 2000) und der Aufwertung und Verbesserung des Straßenbahnnetzes verbesserte sich die Bilanz. Bis dahin waren bereits viele klassische Straßenbahnstrecken stillgelegt und durch Busverkehr ersetzt worden. Viele Straßenbahnstrecken fielen auch der Erweiterung des U-Bahn-Netzes zum Opfer.

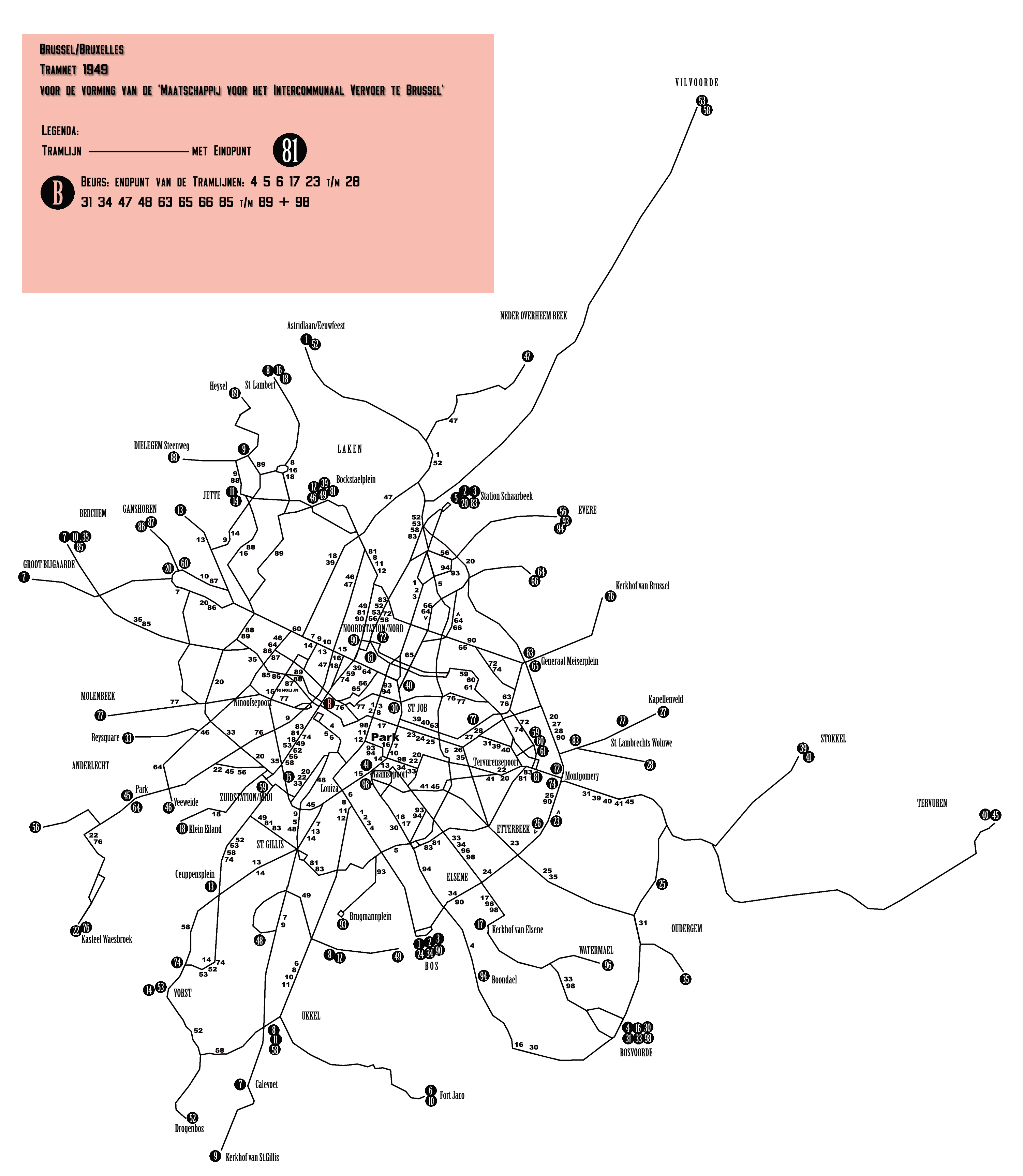
Netzplan des Jahres 1949
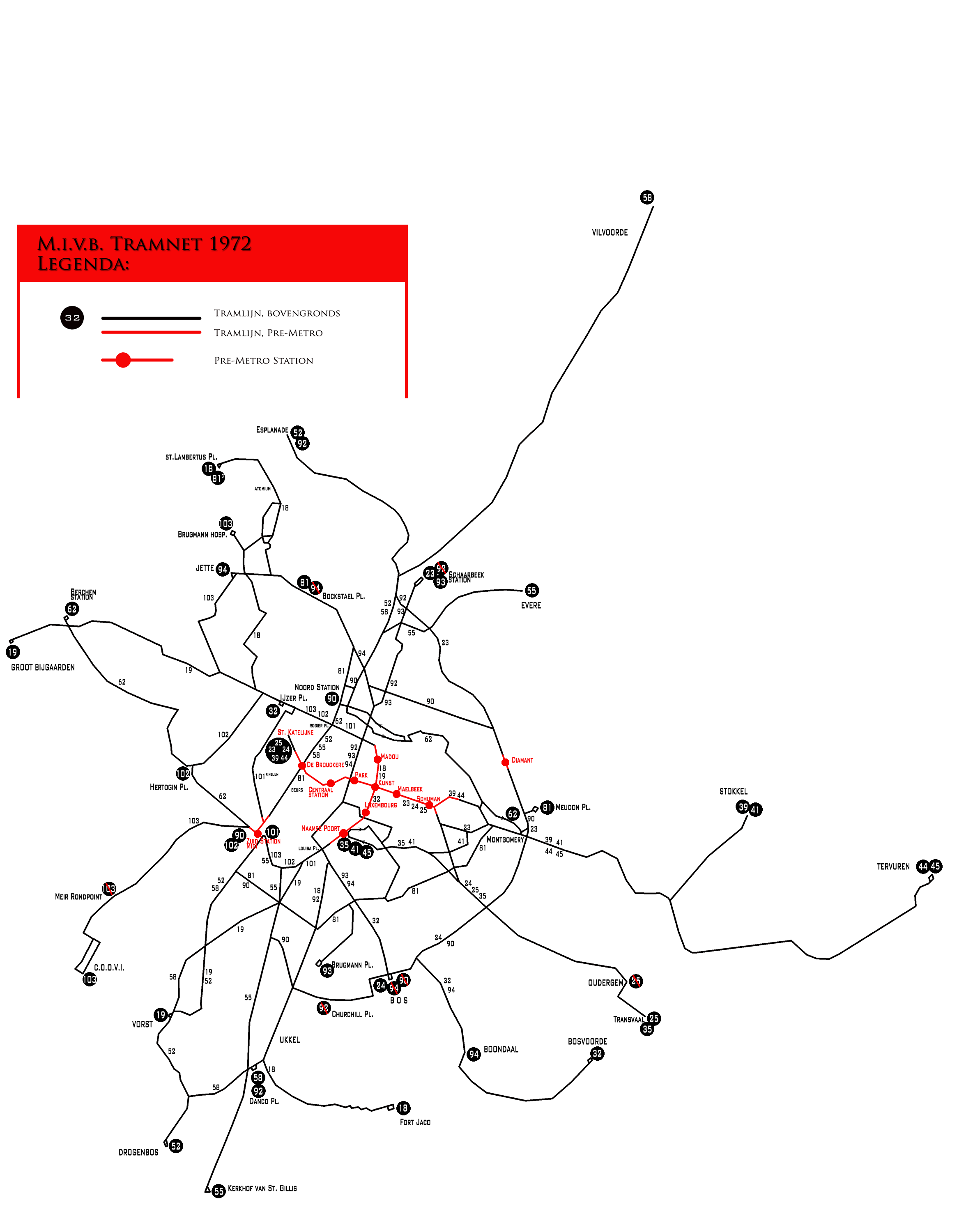
Netzplan des Jahres 1972

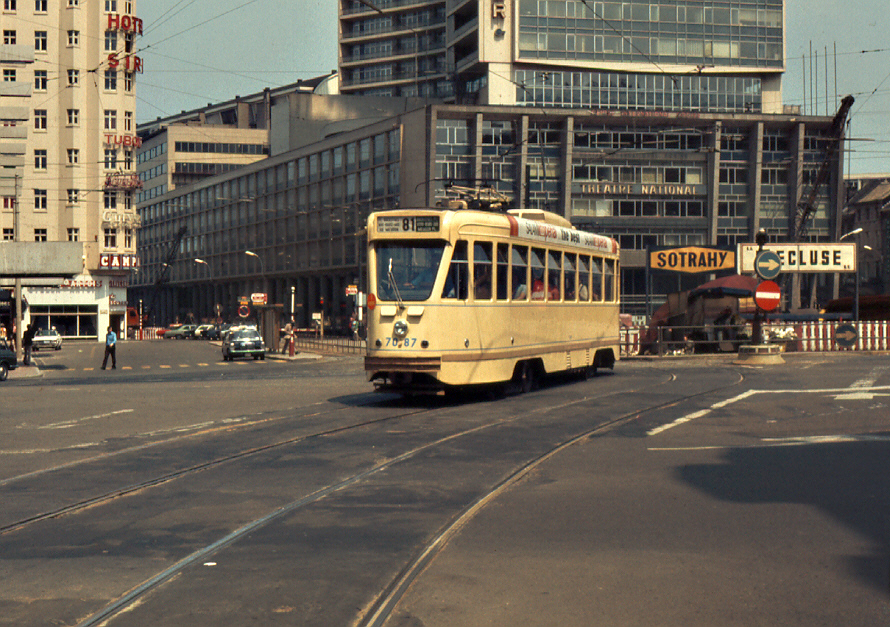
PCC-Wagen 7087 auf der Linie 81 am Rogierplatz Anfang der 1970er Jahre; der Nord-Süd-Tunnel war noch nicht in Betrieb

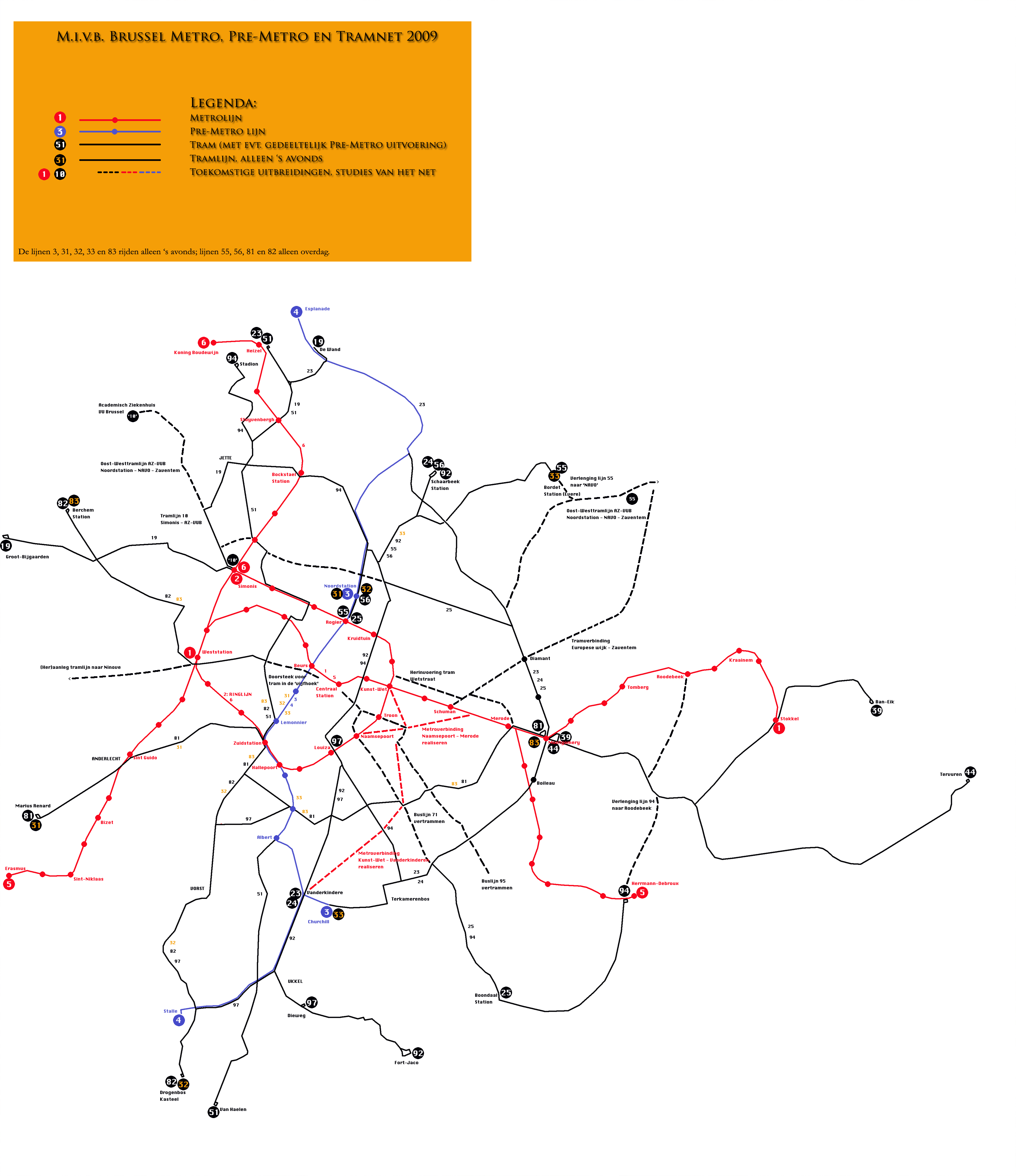
Netzplan 2009 mit geplanten Erweiterungen
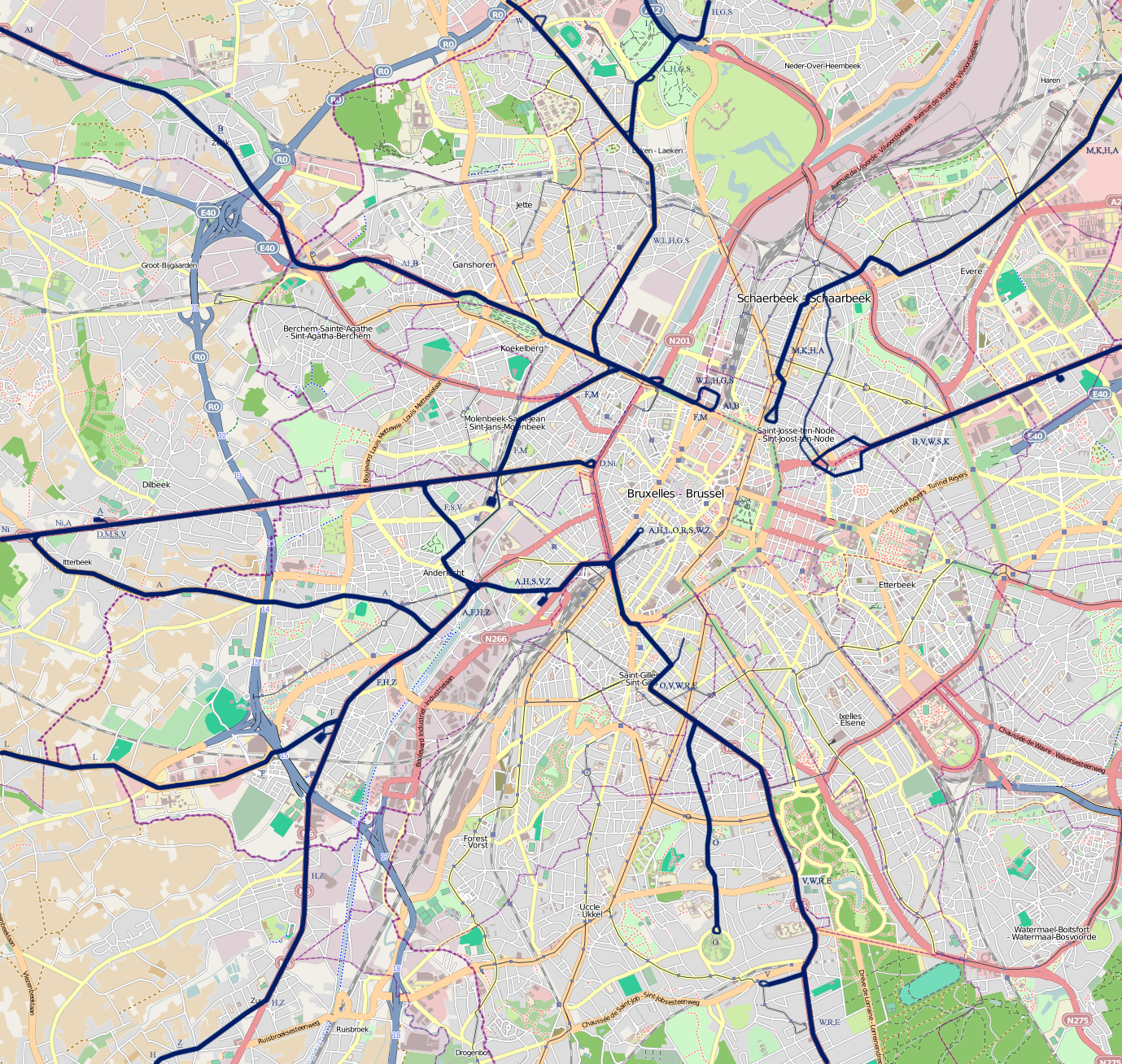
Kleinbahnnetz um 1958

## Gegenwart
Das Brüsseler Straßenbahnsystem wird durch die Société des Transports Intercommunaux de Bruxelles/Maatschappij voor het Intercommunaal Vervoer te Brussel (STIB/MIVB) (Gesellschaft für den zwischengemeindlichen Verkehr in Brüssel) betrieben.
Brüssel besitzt gegenwärtig ein ausgedehntes, im weiteren Ausbau befindliches Stadtnetz mit 19 Straßenbahnlinien. Einige Linien verkehren teilweise durch Stadtbahntunnel (Premetro). Im Gegensatz zu Antwerpen und Charleroi wurden in der Vergangenheit bereits einige Stadtbahntunnel zu Voll-U-Bahnen umgebaut, und dieses Konzept wird weiter verfolgt (s. u. Neuordnung und Erweiterungen).
Die Spurweite beträgt 1435 Millimeter (Normalspur), die Fahrspannung 600 Volt, das Netz ist für den Betrieb von Zweirichtungswagen ausgelegt.

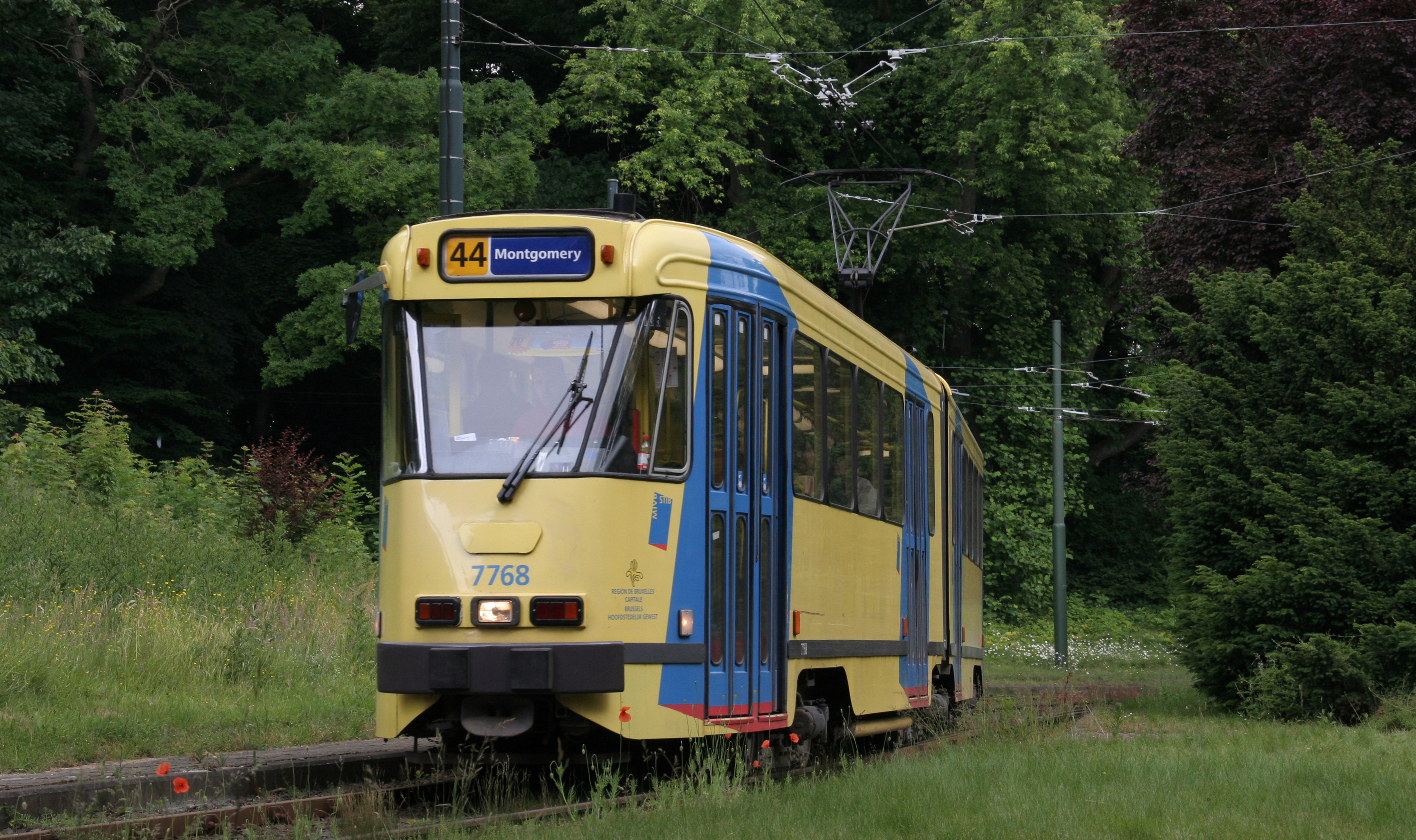
PCC-Gelenktriebwagen der Serie 7700–7800 auf der Linie 44

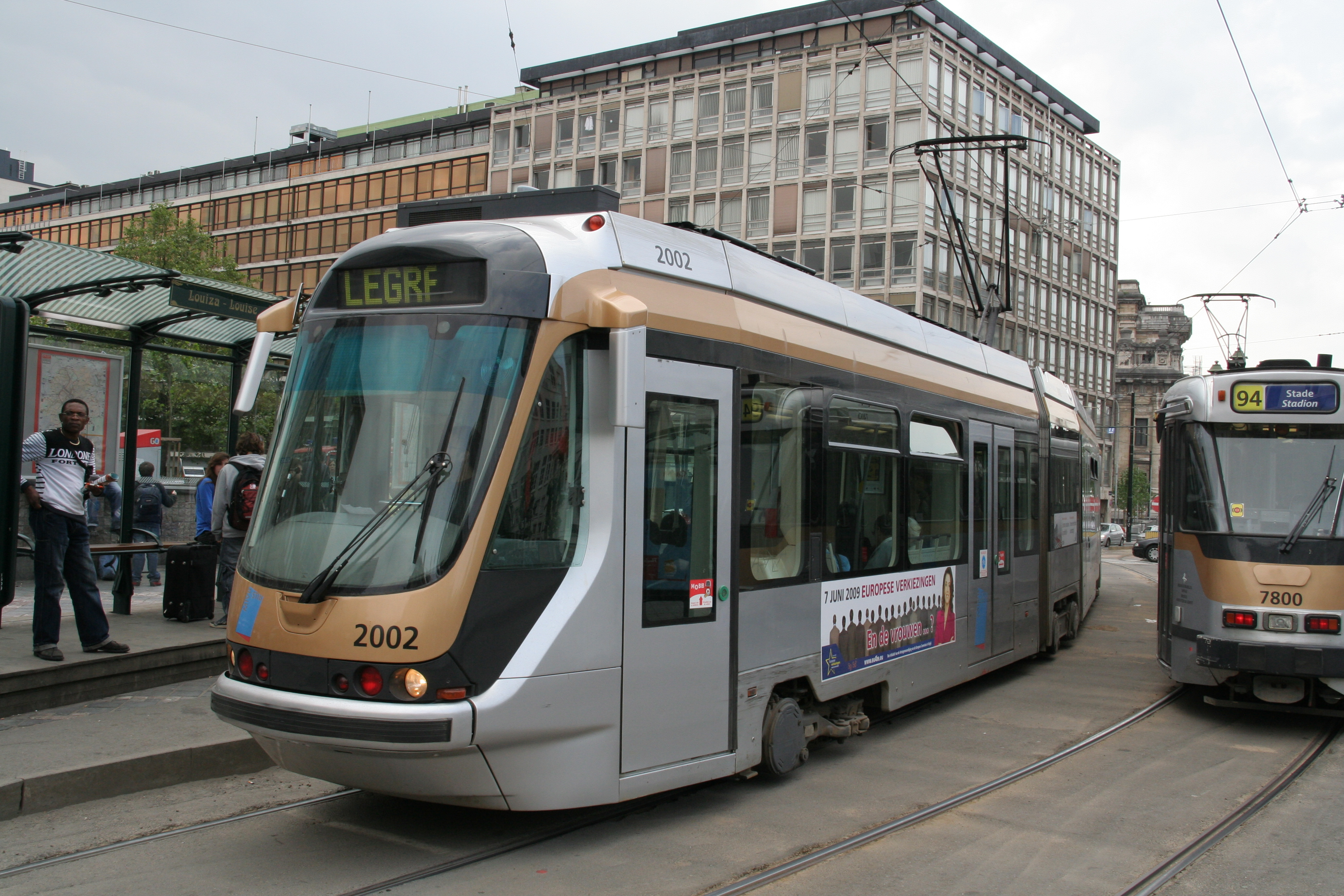
Ein Niederflurwagen 2000 aus den 1990er Jahren

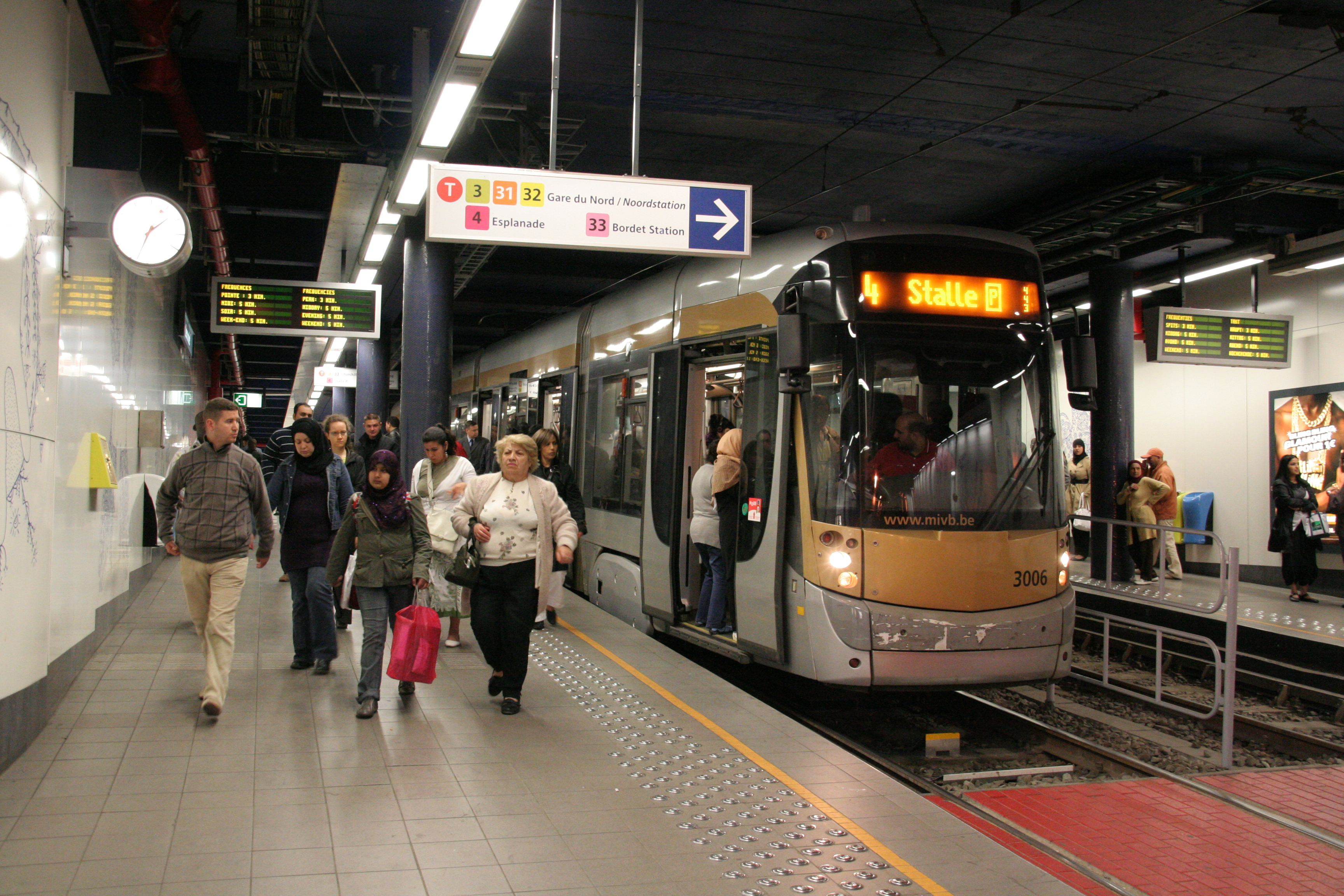
Ein Brüsseler Cityrunner im Premetro-Tunnel an der Haltestelle Lemonnier

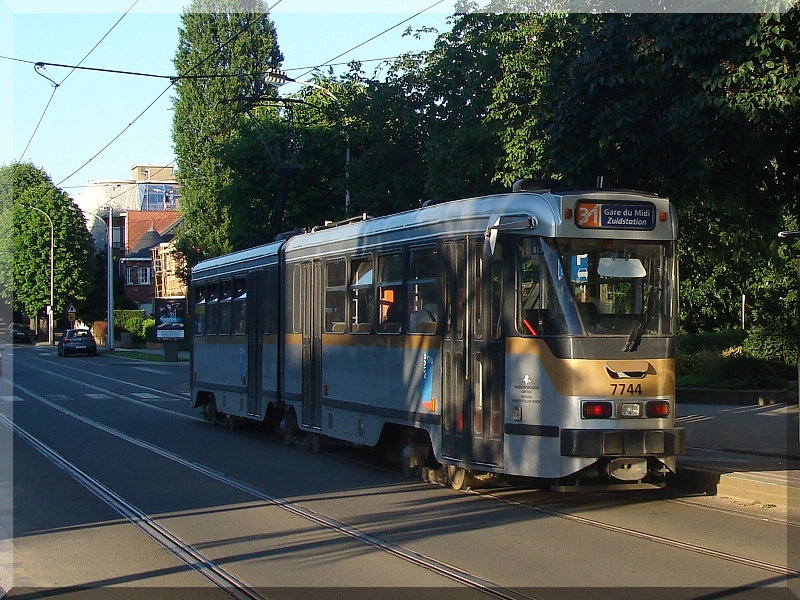
Zug einer ehemaligen Abendlinie; das gestrichene Liniensignal weist auf die verkürzte Fahrtstrecke hin

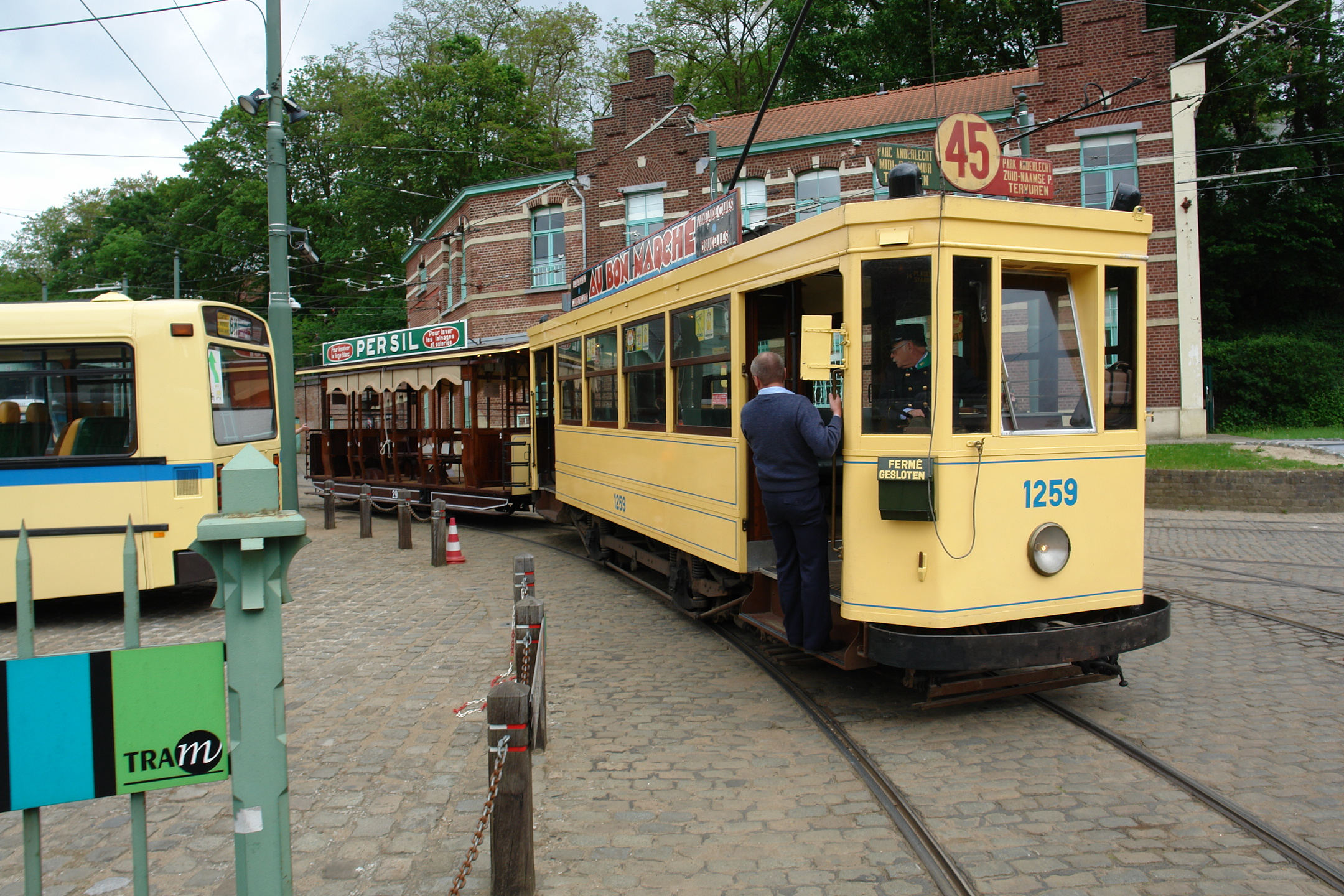
Historischer Zug mit roter Liniennummer für Vorortlinien

Das Liniennetz besteht in etwa folgender Form seit Oktober 2018, mit Änderungen z. B. im Mai 2022 und September 2024:
| 4  | Nordbahnhof ↔ Stalle (P)                  |
| 7  | Vanderkindere ↔ Heysel / Heizel           |
| 8  | Louise / Louiza ↔ Roodebeek               |
| 9  | Simonis ↔ Roi Baudouin / Koning Boudewijn |
| 10 | Hôpital Militaire ↔ Churchill             |
| 18 | Albert ↔ Van Haelen                       |
| 19 | De Wand ↔ Groot-Bijgaarden                |
| 25 | Boondaal Bahnhof ↔ Rogier                 |
| 35 | Esplanade ↔ Bienfaiteurs / Weldoeners     |
| 39 | Montgomery ↔ Ban-Eik                      |
| 44 | Montgomery ↔ Tervuren Bahnhof             |
| 51 | Stade / Stadion ↔ Van Haelen              |
| 55 | Da Vinci ↔ Rogier                         |
| 62 | Foyer Jettois / Jetse Haard ↔ Eurocontrol |
| 81 | Montgomery ↔ Marius Renard                |
| 82 | Berchem Bahnhof ↔ Drogenbos               |
| 92 | Schaerbeek Bahnhof ↔ Fort-Jaco            |
| 93 | Stade / Stadion ↔ Legrand                 |
| 97 | Louise / Louiza ↔ Dieweg                  |

Die Linien mit einstelliger Nummernkennung (sowie seit Herbst 2024 Linie 10) tragen das Label CHRONO und bilden ein herausgehobenes Netz, das das aus den Linien 1, 2, 5 und 6 bestehende Metronetz effizient ergänzen soll; insbesondere im Nordsüdtunnel unter der Innenstadt bedeutet dies eine erhöhte Betriebsqualität. Auf den CHRONO-Linien werden durchweg geräumige Niederflur-Fahrzeuge eingesetzt, die den Ein- und Ausstieg im Vergleich zu den älteren Fahrzeugen mit Falttüren und Stufeneinstieg beschleunigen, sodass ein verdichteter Fahrplan eingehalten werden kann. Außerhalb des Tunnels verlaufen die CHRONO-Linien hauptsächlich auf Strecken mit einem eigenen, vom übrigen Straßenverkehr unabhängigen Gleiskörper, der sich nur an Kreuzungen mit den Fahrwegen anderer Verkehrsteilnehmer überschneidet. Den CHRONO-Linien wird an solchen Stellen in der Regel Vorfahrt eingeräumt.
Die in den 2000er Jahren eingeführte Teilung in ein Tages- und ein Abendnetz wurde inzwischen aufgegeben.
Die Linien 39 und 44 sind regionale Linien in die Region Flandern. Darüber hinaus besitzt die Linie 19 zwei Halte (in Groot-Bijgaarden) und die Linie 32/82 drei Halte (in Drogenbos) in Flandern. Der überwiegende Teil des Straßenbahnnetzes liegt jedoch innerhalb der Grenzen der Region Brüssel-Hauptstadt. Früher verkehrte die Straßenbahnlinie 58 nach Vilvoorde in Flandern, aber sie wurde 1994 stillgelegt und durch die Buslinie 58 ersetzt. Linien über die Stadtgrenze hinweg wurden früher mit einer roten Liniennummer gekennzeichnet, um auf den besonderen Vororttarif aufmerksam zu machen.

## Neuordnung und Erweiterungen

### 2000er Jahre
Das Straßenbahnnetz (und in Konsequenz auch das Busnetz) wurde im ersten Jahrzehnt des 21. Jahrhunderts grundlegend umgestaltet. Das wichtigste Ziel war, auf einigen Hauptachsen mit wachsenden Fahrgastzahlen eine größere Kapazität zu schaffen. Die Linienführung vieler Linien war im Laufe der Jahre kaum verändert worden und entsprach manchmal nicht mehr der Nachfrage.
Die beiden Schwerpunkte des Netzes sind die Nord-Süd-Verbindung im Stadtzentrum und der sogenannte Große Ring, die Strecke entlang des großen Alleenrings im Osten von Brüssel. Diese beiden Strecken verlaufen vollständig (Nord-Süd) oder teilweise (Großer Ring) im Tunnel (Premetro Brüssel). Infolge der Neuordnung auf dem Großen Ring verkehrten dort die Linien 23, 24 und 25, auf denen nun weitgehend moderne Niederflurwagen (Typen 2000, 3000 und 4000) eingesetzt wurden.
Die Nord-Süd-Verbindung wurde in zwei Etappen im Juli 2007 und Juni 2008 reorganisiert. Zuvor gab es fünf Linien auf dieser Strecke, die außerhalb des Stadtzentrums noch einen langen Linienweg hatten und dabei oft vom Kfz-Verkehr behindert wurden. Aufgrund dessen wurde der Betrieb im Nord-Süd-Tunnel zu manchen Zeiten unregelmäßig. Außerdem war diese Strecke überlastet, und die älteren Wagen auf den bestehenden Linien genügten nicht mehr den Anforderungen. Die STIB/MIVB löste dieses Problem, indem sie nur noch zwei Linien auf dieser Strecke betrieb: die bereits bestehende Linie 3 (eingestellt am 23. September 2024) und eine neue Linie 4. Diese beiden Linien verkehrten fast auf ihrer gesamten Strecke unabhängig vom Individualverkehr und wurden mit modernen Niederflurwagen (Typ 3000 und 4000) in dichtem Takt bedient. Dadurch haben sich die Kapazität und die Regelmäßigkeit der Bedienung sehr verbessert.

### 2010er und 2020er Jahre
In den 2010er und 2020er Jahren erfolgte die Ausweitung des in den 2000er Jahren begonnenen Konzepts der CHRONO-Linien (Linien mit zunächst einstelliger Zahlenkennung, siehe oben Linien 3 und 4), denen überwiegend ein eigener, vom Individualverkehr unabhängiger Gleiskörper an der Oberfläche oder in einem Tunnel zur Verfügung steht. Die Verkehrsbetriebe STIB/MIVB geben Linienpläne heraus, die allein diese, die Metrolinien und Vorortbahnen als Brüsseler Bahnnetz präsentieren. Die CHRONO-Linien werden somit als Ergänzung des U-Bahnnetzes hervorgehoben. Alle anderen Straßenbahnlinien erscheinen auf Gesamtplänen, die auch die Autobuslinien zeigen.
Im Jahr 2011 wurde die Linie 7 in Betrieb genommen, die seither von Vanderkindere im Süden über den Großen Ring östlich der Innenstadt nach Heysel im Norden fährt und damit ältere Straßenbahnlinien (23 und 24) ersetzt hat. Verstärkt wird die Linie 7 durch die bereits 2008 entstandene Linie 25, die von Boondael ebenfalls über den Großen Ring und weiter nach Rogier in der nördlichen Innenstadt verkehrt und mittelfristig nicht mehr hier enden, sondern in nördlicher Richtung nach Esplanade fahren und die Straßenbahnlinie 35 ersetzen soll.
Am 1. September 2018 wurde die ehemalige Linie 94 in die Linie 8 umgewandelt, indem der bisherige Streckenweg bis nach Roodebeek verlängert wurde, sodass Bahnen von Louise am Justizpalast nach Südosten (Ixelles) fahren und von dort einen Bogen in den Brüsseler Osten bis zur Metrolinie 1 schlagen.
Die seit Jahrzehnten erste völlig neue Straßenbahnlinie war die Linie 9, die am 1. September 2018 von König Philippe eingeweiht wurde und im Nordwesten Brüssels die U-Bahn-Station Simonis einerseits mir der Gemeinde Groot-Bijgaarden, andererseits mit der Gemeinde Jette und dem flämischen Universitätskrankenhaus UZ Brussel verbindet. Der Neubau erfolgte ab 2015. Eingesetzt werden ausschließlich die modernsten Straßenbahnen der Reihe T4000 (Cityrunner) von Bombardier. In einer zweiten Stufe wurde die Linie 9 über das UZ hinaus bis zur U-Bahn-Haltestelle Roi Baudouin/Koning Boudewijn (Metrolinie 6) verlängert. Planungen sehen eine weitere Verlängerung auf das Heyselplateau (Esplanade) vor, konkret ist dies jedoch noch nicht. 
Die (ehemalige) Linie 3, die im Herbst 2024 durch die Linie 10 (ebenfalls als CHRONO-Linie ausgewiesen) mit teils geändertem Verlauf ersetzt wurde, sollte bis circa 2030 in eine Metrolinie umgewandelt werden, die von Uccle im Süden Brüssels über Schaarbeek nach Bordet im Nordosten führt. Der Umbau des zentralen Stücks zwischen der Station Albert (südlich der Innenstadt) und Nordbahnhof sollte 2024 fertiggestellt sein, aber der sandige Untergrund sorgte für Probleme, und es drohte ein Nachgeben der Fundamente von Nachbargebäuden, besonders des Palais du Midi; daher kam es zu einem längeren Baustopp. Von dem Projekt sind mehrere Straßenbahnlinien betroffen, die ihren Linienweg im Innenstadttunnel nicht mit der neuen Metrolinie 3 werden teilen können (Linien 4 und 10) und dann auf ihren südlichen bzw. nördlichen Ast reduziert werden müssen; allein die Metro wird den gesamten Nord-Süd-Tunnel befahren und vom Nordbahnhof schließlich in nordöstlicher Richtung die Straßenbahnlinie 55 unterirdisch ersetzen. Die erste Phase der Umsetzung umfasst den Ausbau der Station Albert zu einem multimodalen Bahnhof, der neben der künftigen Metrolinie die neue Endhaltestelle der von Süden kommenden Straßenbahnlinien 4 und 7 und der von Nordwesten kommenden Straßenbahnlinie 51 aufnimmt.

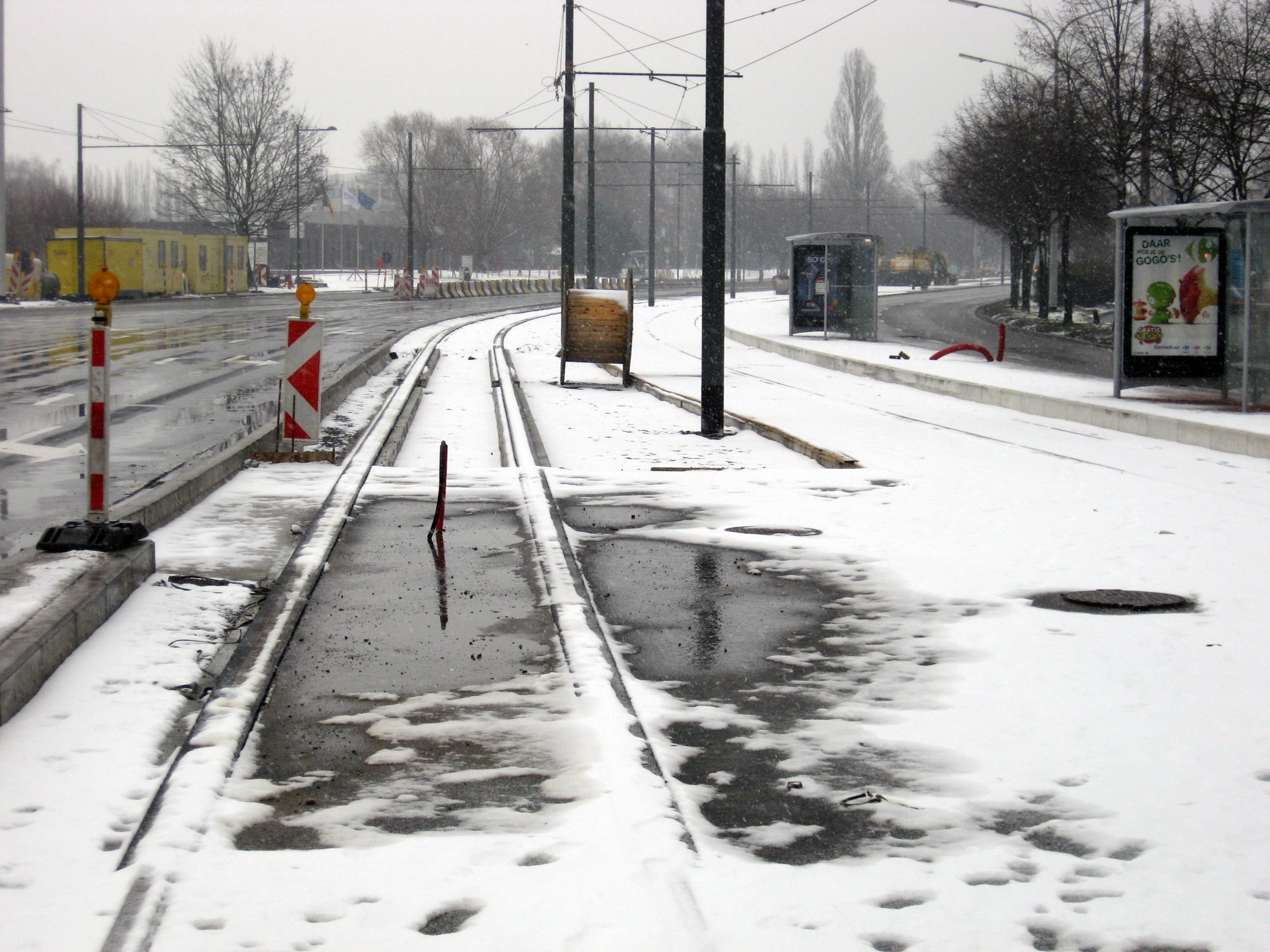
Streckenverlängerung in Evere an der letzten Haltestelle. Ansicht in Richtung NATO-Hauptquartier. Ganz links ist ein Anschlussgleis zum Betriebshof und zur Linie 55 erkennbar

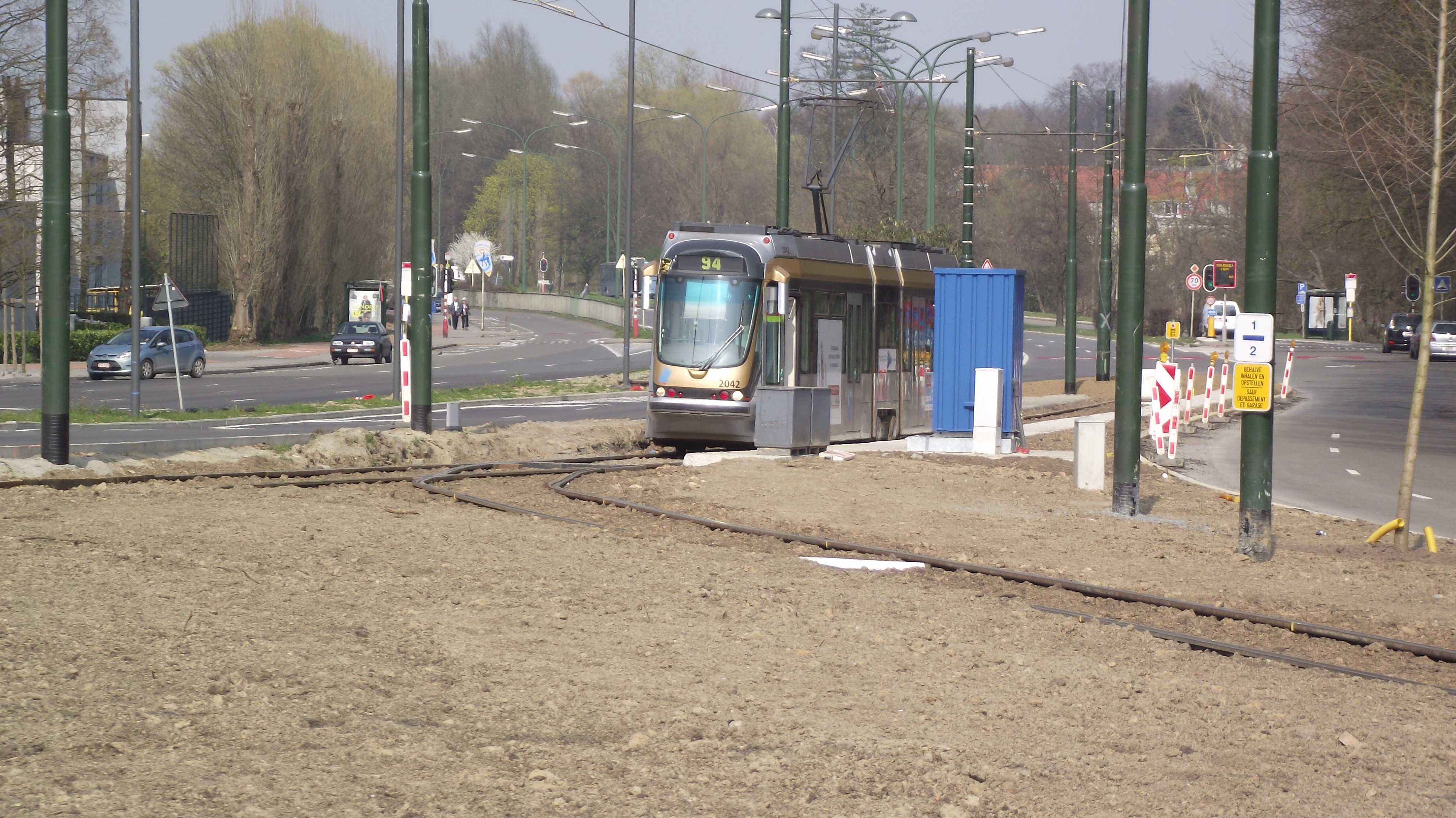
Das neue Kehrgleis bei der Haltestelle Straßenbahnmuseum in Woluwe

Die tramification der Buslinie 71 (Umwandlung in eine Straßenbahnlinie) von der Vrije Universiteit Brussel/Université Libre de Bruxelles im Südosten der Stadt an den Étangs d’Ixelles entlang zur Place Flagey und von dort über die Avenue d’Ixelles zum Stadtzentrum (Place de Namur, Place de Brouckère) und weiter westwärts sollte erstmals seit dem U-Bahn-Bau der 1960er und 1970er Jahre eine schienenbasierte oberirdische Ost-West-Verbindung durch die Brüsseler Altstadt schaffen und die U-Bahn im Zentrum entlasten. Sie wurde 2016 nach mehrjähriger Planung und ersten Baumaßnahmen aufgrund des Protests insbesondere der Anwohner und Ladenbesitzer der Avenue d’Ixelles, einer der wichtigsten Einkaufsstraßen in der Brüsseler Oberstadt, gestoppt. Stattdessen wurden 2018 Teile der Chaussée d’Ixelles für den Autoverkehr gesperrt und die Frequenz der Busse erhöht. Auch die aufgrund des engmaschigen historischen Straßennetzes komplizierte Herausforderung einer Durchquerung der Innenstadt wurde mit dem Baustopp der Straßenbahnlinie 71 zurückgestellt.
Die Idee einer Ost-West-Verbindung wurde im Jahr 2018 in Teilen wieder aufgenommen: Das Brüsseler Regionalparlament beschloss den Neubau von zwei Straßenbahnlinien vom Zentrum in den Norden und Nordwesten. Beide Vorhaben sollten bis frühestens 2025 verwirklicht werden. Eingeplant waren ursprünglich 120 Millionen Euro, davon 20 Millionen Euro für die Umgestaltung der betroffenen Straßen. Eine Linie, inzwischen als Linie 10 ausgewiesen, wurde im September 2024 zwischen den Haltstellen Churchill südlich der Innenstadt und Hôpital Militaire im Norden Brüssels in Betrieb genommen, wobei sie in der Stadtmitte zusammen mit der Linie 4 den zentralen Nord-Süd-Tunnel benutzt. Die zweite Linie, inzwischen als Linie 15 ausgewiesen, ist noch im Planungsstadium. Nach dem Stand von 2024 soll sie in einer ersten Phase vom Nordbahnhof auf einer neuen Trasse in westlicher Richtung (Boulevard Bolivar, Suzan-Daniel-Brücke, Rue Picard) am ehemaligen Bahnhof Tour & Taxis vorbei zur U-Bahnstation Belgica fahren; Fertigstellung voraussichtlich 2029. Des Weiteren soll sie ab 2032 vom Nordbahnhof südwärts (über Jardin Botanique und die Boulevards Pachéco und de Berlaimont) nach Gare Centrale geführt und in einer späteren Ausbaustufe mit der Straßenbahnlinie 95 verbunden werden, die den heute verkehrenden Bus 95 ersetzen und bei Trône den Kleinen Ring querend zu den Bahnhöfen Bruxelles-Luxembourg und Etterbeek und weiter über Ixelles bis Wiener im Südosten Brüssels fahren soll. So wird im Straßenbahnnetz langfristig eine im Stadtzentrum die Brüsseler Altstadt streifende Nordwest-Südost-Achse entstehen, die bislang fehlt.
Im Mai 2024 kündigte die STIB/MIVB an, mittelfristig eine Linie 11 einzurichten, die Rogier mit Bourget im Nordosten der Stadt verbinden und auf dieser Strecke die Linie 62 ersetzen soll. Genauere Planungen bestehen noch nicht.
Vorgesehen sind außerdem der Bau eines Verkehrsknotens auf dem Heyselplateau zum Übergang zum flämischen Bahnnetz, das derzeit von der Nahverkehrsgesellschaft De Lijn für die Region nördlich von Brüssel entwickelt wird, und die Verlängerung der Linie 9 zu dem geplanten Verkehrsknoten auf dem Heyselplateau, wo auch ein Anschluss an die Metrolinie 6 möglich wird.

## Fahrzeuge
Auf den verschiedenen Linien wurden sechs verschiedene Fahrzeugtypen eingesetzt. Die älteren Wagen sind vom Typ PCC, die neueren sind Niederflurwagen.

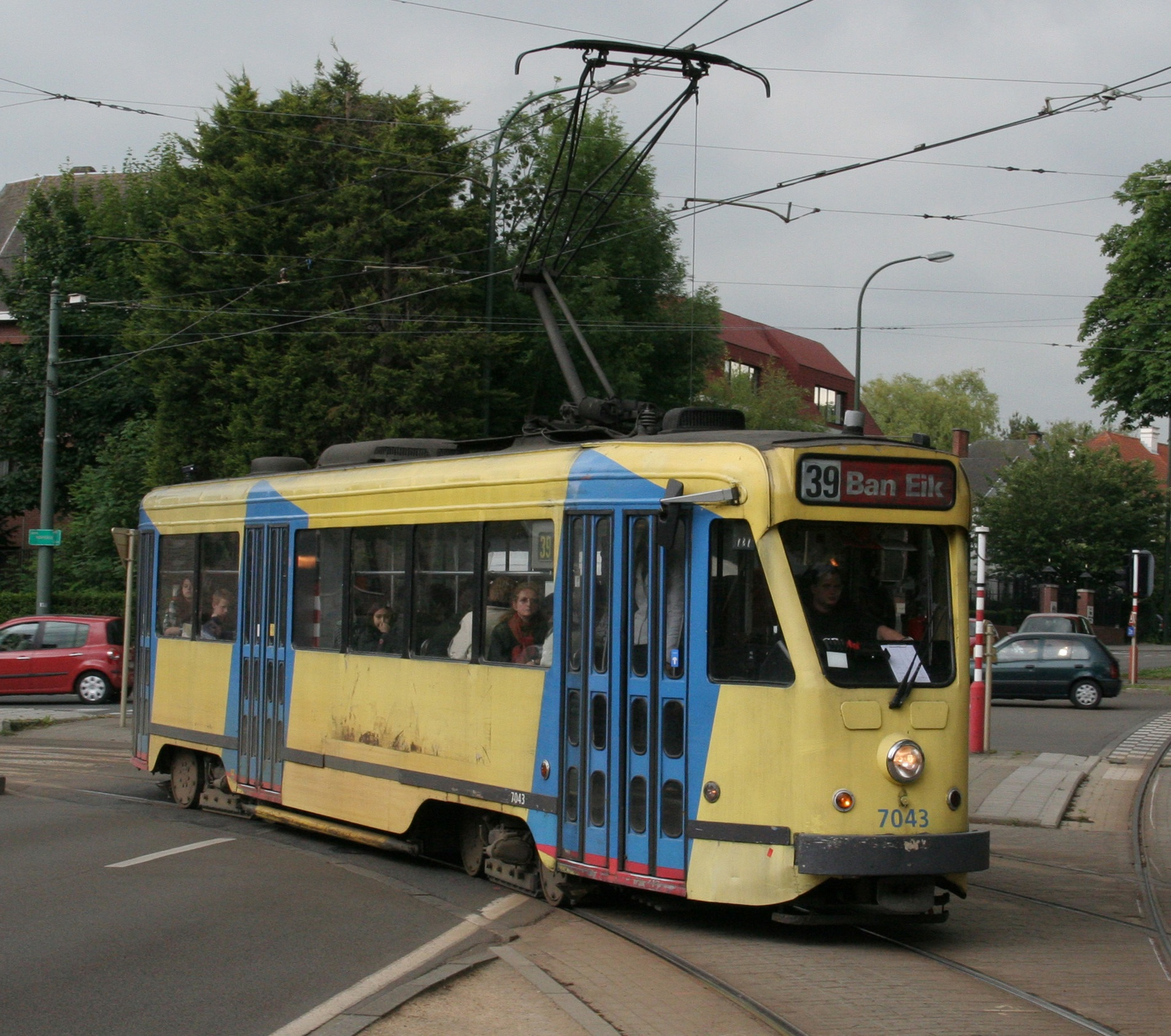
PCC-Wagen der Serie 7000–7100 auf der Linie 39

- PCC-Wagen 7000–7100: diese Einrichtungs-Großraumwagen wurden zwischen 1951 und 1971 in einer Stückzahl von 172 Exemplaren gebaut und waren teilweise mehr als 55 Jahre im Dienst. Zuletzt wurden sie nur auf den Linien 39 und 44 (sowie auf einer Teilstrecke der Linie 81) eingesetzt. Am 12. Februar 2010 wurden sie aus dem Verkehr gezogen.[17]

- PCC-Gelenkwagen 7700–7800: Diese PCC-Triebwagen sind im Durchschnitt zwanzig Jahre jünger als die ersten PCC-Wagen und etwas moderner. Es handelt sich um Zweirichtungs-Gelenkwagen. Dieser Typ wurde von 1972 bis 1973 produziert. Insgesamt wurden 127 Wagen gebaut. Diese Fahrzeuge sind in allen Betriebshöfen beheimatet und verkehren auch auf den meisten Linien, vor allem auf den Linien 25, 56, 81, 82, 92 und 97. Auch auf den Linien 39, 44, 55 und 94 werden sie regelmäßig eingesetzt.

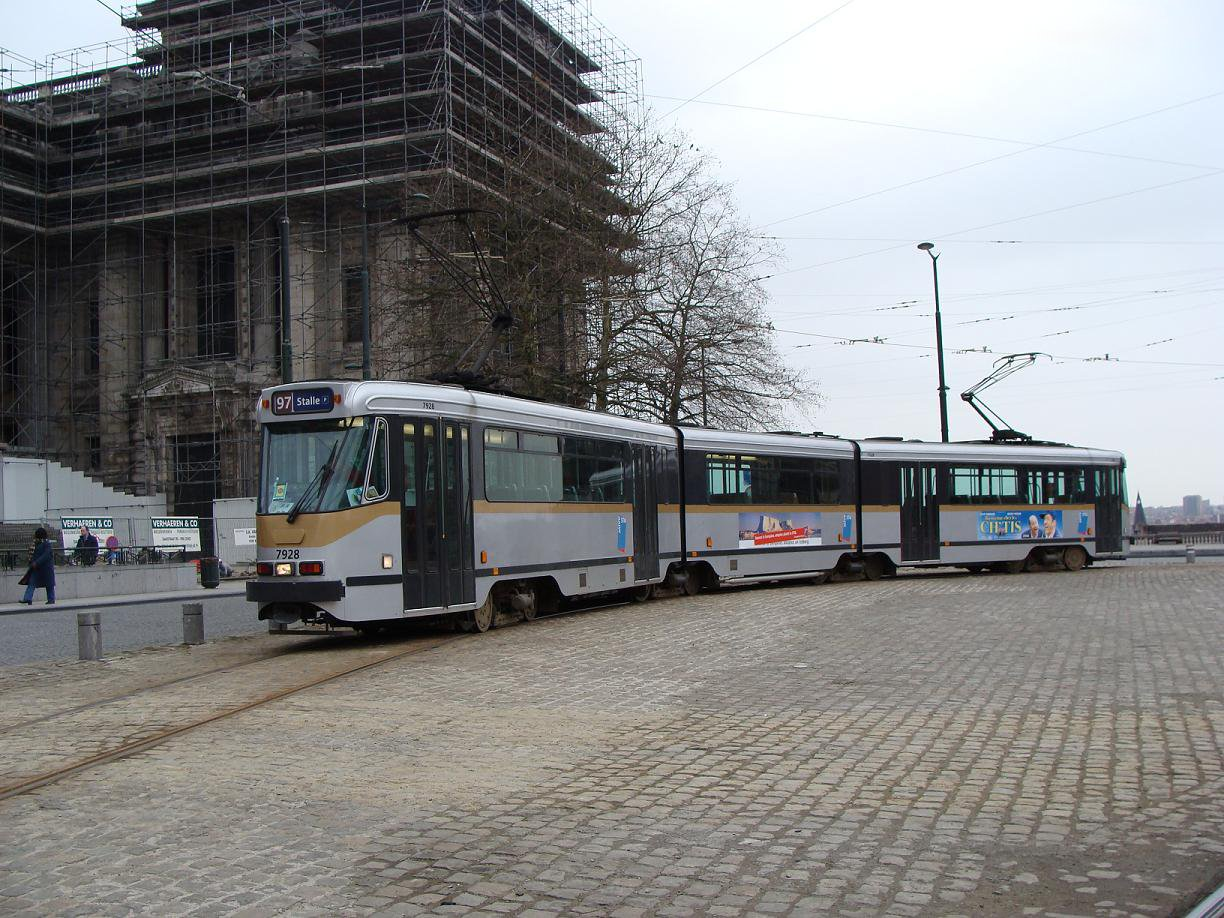
PCC-Gelenkwagen der Serie 7900

- PCC-Gelenkwagen 7900: Die PCC-Triebwagen der Serie 7900 ähneln äußerlich denen der Serie 7700–7800, aber es gibt auch Unterschiede angesichts des späteren Baujahrs. Am auffälligsten ist das Mittelteil, das diese Wagen viel länger macht. Sie besitzen auch eine größere Antriebsleistung und die Innenausstattung ist verschieden, nach Meinung der meisten Fahrgäste komfortabler. Nachteil dieser Bauart ist das Fehlen von Türen im Mittelteil, wodurch der Fahrgastwechsel an stark frequentierten Haltestellen verlangsamt wird, und vor allem die klassische Antriebssteuerung, die der Leistung zweier gekoppelter PCC-Triebwagen nahekommt. Der Umbau auf eine energiesparende Chopper-Steuerung wurde in Erwägung gezogen, aber nicht ausgeführt. Dieser Typ wurde 1977 und 1978 produziert. Insgesamt wurden 61 Wagen hergestellt, die wie die GTL8 in Den Haag auf allen acht Achsen angetrieben sind. Diese Wagen werden vor allem auf den Linien 19, 32, 55 und 82 eingesetzt, auch auf den Linien 56 und 81 sind sie regelmäßig zu sehen.
- Niederflurwagen 2000: Die ersten (und für lange Zeit einzigen) Niederflur-Triebwagen der STIB/MIVB wurden in den 1990er Jahren gebaut. Obwohl diese Fahrzeuge auch einige negative Eigenschaften besitzen (sie sind beispielsweise ziemlich laut), bedeuteten sie doch eine große Erneuerung im Vergleich mit den älteren PCC-Wagen, vor allem durch ihre Barrierefreiheit. Gebaut wurden in der Zeit von 1993 bis 1995 insgesamt 51 Wagen. In der Vergangenheit wurden sie auf den Linien 91, 92, 93 und 94 eingesetzt. Seit der Liniennetzreform 2007 verkehrten sie nur auf den Linien 24 und 94. Auch ein Einsatz auf der Linie 25 war vorgesehen.

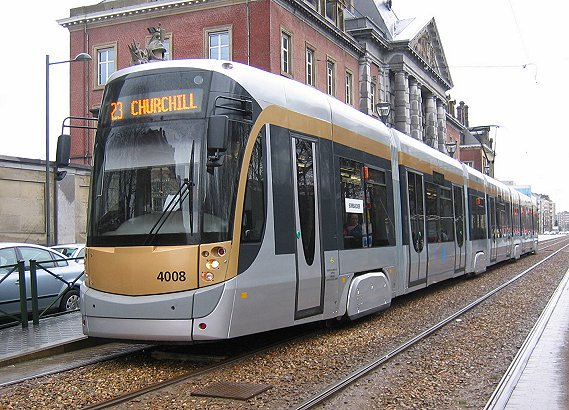
Niederflurwagen 4000 auf der Linie 23

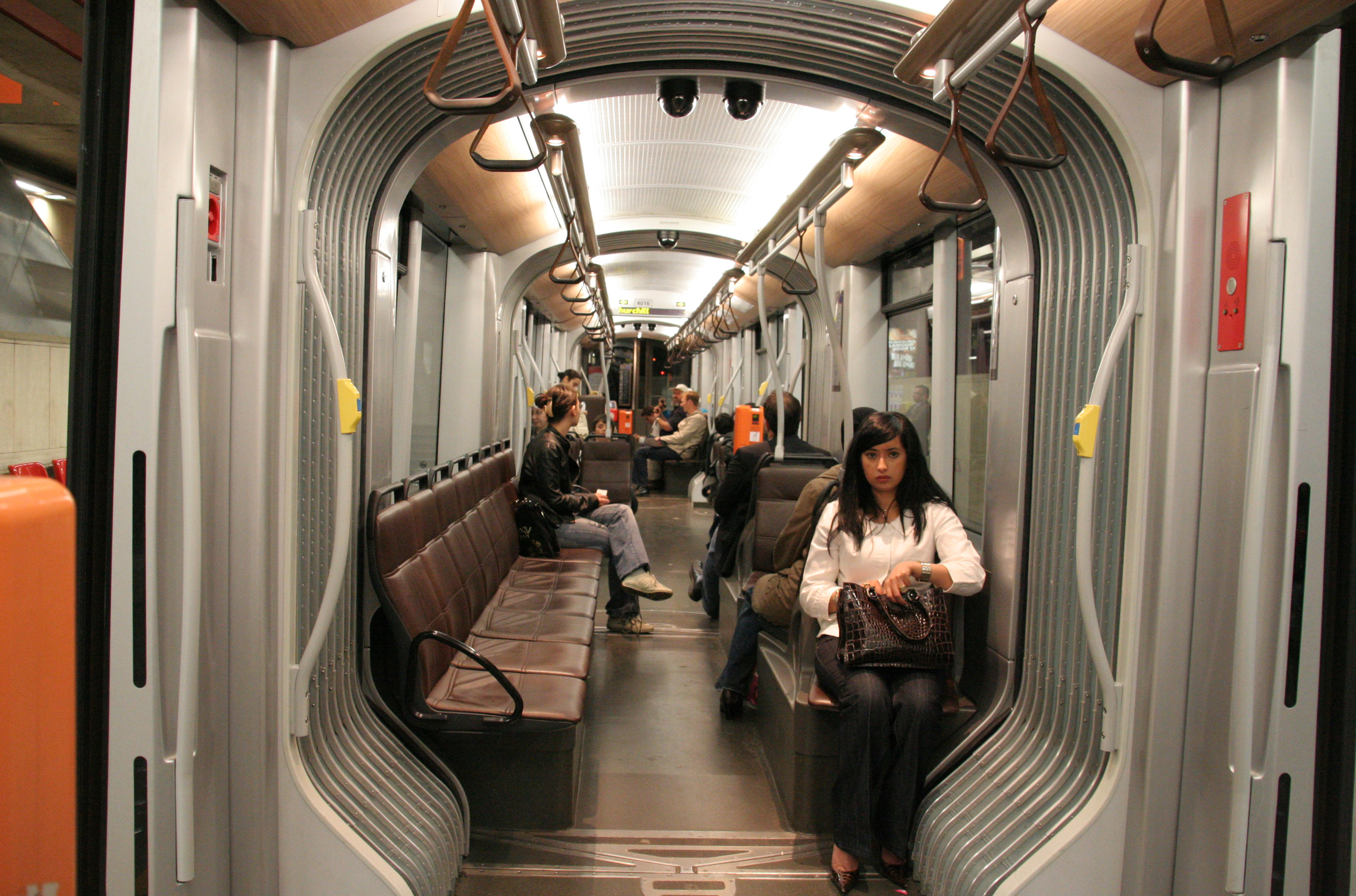
Innenraum eines Cityrunner (T4000)

- Niederflurwagen 3000/4000: Die Niederflurwagen der neuen Generation (Typ Flexity Outlook Cityrunner) werden seit 2005 gebaut. Diese Fahrzeuge verkehren seit dem Jahr 2006 auf dem Brüsseler Straßenbahnnetz und sollen helfen, die Kapazitätsprobleme auf vielen Straßenbahnlinien zu lösen. Die 150 Triebwagen des Typs T3000 bestehen aus fünf Wagenkästen und sind mit 32 Meter Länge nur wenig größer als die älteren PCC-Wagen der Serie 7900. Die 70 siebenteilige Fahrzeuge des Typs T4000 sind mit 43 Meter noch länger und werden daher vor allem auf den Premetro-Strecken eingesetzt. Beide Bauarten sind weitgehend identisch.

- Niederflurwagen 3200/4200: Seit 2023 ist eine weitere Serie von Flexity-Multigelenkwagen in Betrieb. 79 Fünfteiler (T3200) und 11 Siebenteiler (T4200) sollen die letzten PCC-Gelenkwagen ersetzen.[18] Diese Fahrzeuge gehören zum Typ Flexity 2 und haben eine deutlich anders aufgeteilte Inneneinrichtung. Unter anderem wurde auf die Längssitze in den Laufwerksmodulen verzichtet.[19]

Diese letzten Straßenbahnwagentypen wurden in den neuen Hausfarben der STIB/MIVB ausgeliefert, für Straßenbahnwagen ist das Silbergrau metallic mit schwarzen und goldfarbenen Streifen. Diese Farben ersetzen das alte Gelb-Blau, in dem alle Straßenbahnwagen und Stadtbusse seit den 1990er Jahren lackiert waren. Die übrigen Wagen (mit Ausnahme der alten PCC-Wagen der Serie 7000 und einem Teil der PCC 7700/7800) sollen nach und nach umlackiert werden.
Im Jahr 2012 wurde ein Restaurant-Straßenbahnwagen unter dem Namen Tram Experience eingeführt, der eine Rundfahrt absolviert, während den Gästen ein Zwei-Sterne-Diner serviert wird. Hierfür wird ein alter Gelenkwagen verwendet.

## Trivia
- Ein Wagen der Linie 44 wurde während der RTBF-Fernsehsendung über die Unabhängigkeit Flanderns am 13. Dezember 2006 auf der Sprachgrenze gestoppt.
- Am 4. Mai 2019 fand in Brüssel die Straßenbahn-Europameisterschaft statt. Dabei konnte sich die Heimmannschaft durchsetzen.